# 野球道 (フジテレビ系列)
『感謝を、感動を、野球道』（かんしゃを、かんどうを、やきゅうどう）は、フジテレビ系列、およびBSフジで放送されているプロ野球中継番組のタイトルである。
この項目では、地上波フジテレビ系列各局・BSフジで放映されているプロ野球中継全般について扱う。CSでの東京ヤクルトスワローズ・埼玉西武ライオンズ主催試合の中継はSWALLOWS BASEBALL L!VE・LIONS BASEBALL L!VEを参照。

## 概要
全国中継・ローカル中継に問わず、主に火曜日・金曜日・土曜日にフジテレビが放映権を持つ東京ヤクルトスワローズの主催ゲームを初め、系列局が制作する中日ドラゴンズ、広島東洋カープ、阪神タイガース主催の対読売ジャイアンツ（以下、巨人）戦を中継する。
ポストシーズンを全国ネットで放送する際は、地元系列局とフジテレビの共同制作で放送する（地元局のクレジットを省略する場合あり）。
なお、一部系列局ではフジテレビとは異なるタイトルを使用している（詳しくは#系列局の中継を参照）。

## 全国中継のタイトルの変遷
| 年度            | タイトル                                  | 備考 |
| --------------- | ----------------------------------------- | --- |
| - 1985年        | 〇曜ナイター 野球中継                     | |
| 1986年 - 1989年 | ナイター中継（西暦） 野球中継             | |
| 1990年 - 2001年 | ナイター中継（西暦） プロ野球中継（西暦） | 1990年4月の『プロ野球ニュース』のリニューアルでタイトルロゴも一新されたのに併せ、両番組のタイトルロゴも『プロ野球ニュース』と同型のものに一新。同時にデーゲームの番組名も改題。 |
| 2002年 - 2004年 | 熱チュー!プロ野球（西暦）                 | ナムコ（後のバンダイナムコゲームス）とのコラボレーションにより同名の野球ゲームソフトが発売された（詳しくは#テレビゲーム・アーケードゲームを参照）。                             |
| 2005年 - 2006年 | BASEBALL L!VE（西暦）                     | ナムコ（後のバンダイナムコゲームス）とのコラボレーションにより同名の野球ゲームソフトが発売された（詳しくは#テレビゲーム・アーケードゲームを参照）。                             |
| 2007年 - 2011年 | BASEBALL SPECIAL（西暦）〜野球道〜        | |
| 2012年          | BASEBALL LIVE 2012〜野球道〜              | |
| 2013年 - 2014年 | enjoy! Baseball                           | |
| 2015年          | 野球道 〜挑戦〜                           | |
| 2016年          | 野球道 〜新時代〜                         | BSフジでは2016年からBSフジLIVE プロ野球（西暦）の独自タイトルを使用。 |
| 2017年          | 野球道 〜原点〜                           | BSフジでは2016年からBSフジLIVE プロ野球（西暦）の独自タイトルを使用。 |
| 2018年 - 2019年 | 野球道                                    | BSフジでは2016年からBSフジLIVE プロ野球（西暦）の独自タイトルを使用。 |
| 2020年 -        | 感謝を、感動を、野球道                    | BSフジでは2016年からBSフジLIVE プロ野球（西暦）の独自タイトルを使用。 |

## 放送時間
全て日本時間である。
| 時間帯     | 放送局                      | 放送時間                        | 中継延長                                                           | 備考 |
| ---------- | --------------------------- | ------------------------------- | ------------------------------------------------------------------ | --- |
| ナイター   | 地上波 （フジテレビ系列）   | 19:00 - 21:00                   | 原則なし （2008年以降、クライマックスシリーズ･日本シリーズを除く） | フジテレビ以外の局では平日の全国ニュース終了後の18:09から中継を開始する局がある。 全国ネット中継は、2015年以降はヤクルト対巨人（レギュラーシーズン）･日本シリーズのみとなっている。 19:04まで は『ナイター情報』（2014年まで）。 |
| ナイター   | BSフジ                      | 18:00 - 20:55                   | 試合終了まで                                                       | 2022年度からは20:55以降も試合が続く場合は182chで試合終了まで放送（2K放送のみ）。 |
| ナイター   | フジテレビONE フジテレビTWO | 17:50 - 22:20                   | 試合終了まで                                                       | |
| デーゲーム | 地上波 （フジテレビ系列）   | 14:45 - 16:50（平日、主に祝日） | なし                                                               | |
| デーゲーム | 地上波 （フジテレビ系列）   | 14:00 - 17:30（土曜日）         | なし                                                               | 日曜15時は競馬中継を放送するため実施なし。 |
| デーゲーム | BSフジ                      | 13:00 - 16:0014:00 - 17:00      | 試合終了まで （日曜日は放送なし）                                  | 2022年度からは中継時間内に試合が未終了の場合は182chで試合終了まで放送（2K放送のみ）。 |
| デーゲーム | フジテレビONE フジテレビTWO | 試合開始10分前 - 4時間30分後    | 試合終了まで                                                       | |

地上波のナイター中継で、2014年までは19時から『ナイター情報』を4分（以前は3分）ほど放送し、他球場の試合途中経過や中継の見どころを伝えていたが、一部系列局ではローカルミニ番組をこの枠で放送し、19時04分（以前は19時03分）からそのまま中継を開始していた。2015年以降は19時から中継開始される。2017年からはフジテレビ以外の局では金曜ナイターを19:00 - 21:52または19:00 - 21:58で放送する局がある。さらに2018年4月より20時台のスポットニュースが廃枠になったため、公式戦に限り21:00まで放送されるようになった（一部地域を除く）。
過去には、1977年と1978年では日曜日に限り20時00分からの1時間枠で中継、希に21時00分枠の関西テレビ制作ドラマ（連続ドラマまたは単発作『日曜恐怖シリーズ』）を休止して21時54分まで中継（20:54は『FNNニュース』のため中断）した事があり、また土曜日に限り18時30分から中継を開始していた時期もあったり、1991年から1993年頃までは、平日放送分については19時30分からスタートしたりしていた例もあった。また、1980年代の一時期に木曜日や金曜日に20時から21時54分の単発特番枠（『おもしろバラエティ』、『ファミリーワイド』、『時代劇スペシャル』など）があった頃は、あらかじめ中継時間を21時54分まで設定していた。
2005年は7月10日以降、日曜日は19時28分開始。2005年8月からは、最大延長が15分に短縮（2007年まで）。

## 制作局と担当球団
| 放送対象地域 | 放送局                | 担当球団                                | 番組名                                                           | 担当日 |
| ------------ | --------------------- | --------------------------------------- | ---------------------------------------------------------------- | --- |
| 関東広域圏   | フジテレビ（CX）      | 東京ヤクルトスワローズ                  | 感謝を、感動を、野球道                                           | 火曜日 |
| 北海道       | 北海道文化放送（uhb） | 北海道日本ハムファイターズ              | みんスポBASEBALL                                                 | 全曜日 日曜は競馬中継との関係上ナイターのみ |
| 宮城県       | 仙台放送（OX）        | 東北楽天ゴールデンイーグルス            | BASEBALL LIVE!（西暦）                                           | 火曜日（火曜日以外にも年1・2試合中継する場合あり） |
| 中京広域圏   | 東海テレビ（THK）     | 中日ドラゴンズ                          | DRAGONS LIVE（西暦）                                             | 火曜・木曜・金曜・土曜（デーゲーム） （他局と調整して他曜日に中継することもある、この場合日曜は競馬中継との関係上ナイターのみ）                                                 |
| 近畿広域圏   | 関西テレビ（KTV）     | 阪神タイガース オリックス・バファローズ | プロ野球中継〜プロフェッショナルタイム この1球にかける〜（西暦） | オリックス戦は全曜日 阪神戦は月曜・火曜・木曜・金曜・土曜。ビジターゲームに限り水曜・日曜も中継 日曜は競馬中継との関係上ナイターのみ 日本シリーズは2021年以降フジテレビ主導制作 |
| 広島県       | テレビ新広島（tss）   | 広島東洋カープ                          | tss全力応援!Carp中継                                             | 全曜日 日曜は競馬中継との関係上ナイターのみ |
| 福岡県       | テレビ西日本（TNC）   | 福岡ソフトバンクホークス                | HAWKS BASEBALL LIVE（西暦）                                      | 全曜日 日曜は競馬中継との関係上ナイターのみ |

- 放送日に差し替え対象となるフジテレビからのネット番組は週末の午後に振り替え措置を行っており、全国ネットの番組を放送する時にローカルでプロ野球中継を実施する場合は、事前にフジテレビの許可・全国ネット番組スポンサーとの調整が必要となる。その場合、全国ネット番組のスポンサーは原則として野球中継に組み込まれる。ただし全編ローカルセールス枠の番組はそのまま返上されることが多い。
- 日曜は、フジテレビ系列では日本中央競馬会（JRA）との契約により、競馬中継の制作局およびネット局となっている局が多いため、過去の日本シリーズなどのポストシーズンを除いて、デーゲーム中継の放送に制約がある。

### 担当球団と制作局に関する備考
- ヤクルト・フジテレビ

2007年･2008年はテレビ東京でも東京ヤクルトスワローズ主催ゲームを中継した。以前は横浜ベイスターズ、西武ライオンズ、ロッテオリオンズ、東京本拠地時代の日本ハムファイターズの主催ゲームの全国中継・関東ローカル中継も担当していた（横浜ベイスターズに関しては2006年度-2008年度は関西テレビへの制作・技術協力、西武ライオンズに関しては2006年度と2008年度にテレビ西日本への制作・技術協力、日本ハムファイターズに関しては1974年-1979年まで主に週末デーゲームの中継を行っていた）。また、2007年は千葉ロッテマリーンズ主催ゲーム（テレビ西日本の対ソフトバンク戦）、埼玉西武ライオンズ主催ゲーム（テレビ西日本の対ソフトバンク戦、北海道文化放送の対日本ハム戦）の制作・技術協力も実施している。これらについては球団制作（DeNA主催はTBSテレビが関与）の公式映像を併用することが多い。BSフジはヤクルト対巨人戦とパ・リーグのデーゲームが中心となっている。
かつてフジテレビが大洋 - 横浜主催ゲームを中継していた時代は、水曜と日曜の大洋 - 横浜対巨人戦全国中継については、TBSテレビが定時レギュラー番組放送の確保や特別番組の関係でナイトゲームの中継ができない場合が中心だった。逆にヤクルト主催ゲーム（対巨人戦の一部とそれ以外のカードの全国中継）では同様の理由でテレビ朝日に譲渡することがあった。
- 楽天・仙台放送

仙台本拠地時代のロッテオリオンズ（後の千葉ロッテマリーンズ）の主催ゲームの中継を担当したこともある。また、1974年の日本シリーズロッテ対中日第5戦=後楽園球場（仙台が施設上の問題で開催できないための振り替え）を東京12チャンネルからのネット受けで放送したことがある（第2戦=中日球場開催分は東海テレビからのネット受け）。楽天発足後は2006年･2007年、関西テレビ制作の対阪神戦の制作支援をしていた（球団制作映像をメインに使用）。
- 中日・東海テレビ

1958年の東海テレビ開局まで、東海地方における民放テレビは中部日本放送のみで事実上オープンネットであった名残による編成の都合上、開局翌年の1959年の日曜ナイターに限り同局ではラジオ東京テレビ（KRT。後のTBSテレビ）とラインをつないで放送した。また同年の他の曜日、及び1960-1962年の名古屋テレビ開局までは、日本テレビとのラインをつないで放送していたため、巨人戦（ホーム・ビジター不問）の他局制作の試合が東海テレビで放送され、逆に東海テレビ制作の中日戦主催試合が日本テレビに放送された試合が存在したことになる。
テレビ愛知が開局するまでは、三重テレビ向けに制作した中継を、東京12チャンネル〜テレビ東京に配信していた。
水曜日・日曜日の中継に関しては、同じ中日主催試合の放映権を持つCBCテレビが定時レギュラー番組放送の確保でナイトゲームの中継ができない場合、同局から放映権譲渡をされるかたちで行われる。
※2007年から2014年までは月曜開催も中継を担当することがあった。
※番組差し替え等の関係など番組編成の都合もあり、デーゲームや系列局のネット受けも含めて、東海地方のテレビ局で唯一ビジター中継を行なわない年が多い（2016年は対日本ハム戦1試合で、2017年は対阪神戦1試合で自社乗り込みを実施）。その一方でホームゲームについては対広島戦でのテレビ新広島へのネットや対阪神戦での関西テレビの自社乗り込みへの映像協力を行うことが多い。
※中日主催の地方開催試合のうち、近年は豊橋市民球場 と浜松球場 開催分を中継する事が多い（なお番組編成等の都合により、ナゴヤドーム開催分や他の地方球場開催試合と同様の扱いで、関係が深い三重テレビに放映権を譲る場合もある）。
- 阪神・関西テレビ

2005年の1試合のみ、8月27日土曜日に放映された。これは、放映権を持っていた読売テレビが『24時間テレビ「愛は地球を救う」』を放映しなければならなかったため。
- 広島・テレビ新広島

1975年9月までは、当時日本テレビ系とフジテレビ系とのクロスネットだった広島テレビが制作していた。その際、全国放送（主として巨人戦）は火曜日と木曜日がフジテレビ系、土曜日は日テレ系に配信した。
オールスターで広島が主管した1970年第3試合と1974年第3試合も広島テレビはフジテレビ系列向けの放送を中継した。なお、1970年第3試合は広島テレビが日テレ制作中継にも技術協力している。1974年の場合もフジと日テレの並列だったが、この時日テレ系は広島ホームテレビ（NET系）の技術協力で放送した。
1975年には、当時金曜日の20時台をフジテレビ系同時ネット枠としていた 広島ホームテレビが、同時間帯のみ放送する形で 以下の試合をネット受けしていた。
阪神対巨人（関西テレビ）＝5月9日（交通機関のストライキの影響で中止）・8月1日
中日対巨人（東海テレビ）＝5月23日、6月20日
1980年代以降は特に系列ごとの担当曜日を固定せず、在広4局・在京キー局で適宜に調整する場合が多い。1984年と1986年には月曜、2001年には水曜の全国中継もそれぞれ担当した（ただ、2010年代以降は傾向として火曜・木曜・金曜のいずれかにテレビ新広島か広島テレビ〈日本テレビ系〉、水曜に中国放送〈TBS系〉か広島ホームテレビ〈テレビ朝日系〉のいずれかが当たる例が多い。デーゲームではテレビ新広島は月 - 金曜が祝日に該当した時や土曜を中心に放送し、日曜については競馬中継との兼ね合いから2000年代以降は他3局での放送となっている。また2005年の球界再編以降は土曜・日曜ナイターの地上波放送がキー局の編成やスポンサー調整の都合もあり減少している）。
- ソフトバンク・テレビ西日本

日本テレビ系からネットチェンジ後の1965年から1978年までは福岡本拠地時代の西鉄〜太平洋クラブ〜クラウンライターライオンズ（後の埼玉西武ライオンズ）の主催ゲームを担当していた。1964年9月まではNETテレビ（後のテレビ朝日）系とフジテレビ系とのクロスネットだった九州朝日放送が制作していた（テレビ西日本のネットチェンジでNET系に一本化）。
TVQ九州放送が開局するまでは、東京12チャンネル〜テレビ東京向けの中継の制作協力も行っていた。

### 過去の制作局
- 広島テレビ：広島東洋カープ[注釈 21]
- 九州朝日放送：西鉄ライオンズ（後の埼玉西武ライオンズ）[注釈 22]
- テレビ静岡：1970年代から1980年代には、静岡県営草薙球場で開催された大洋ホエールズ主催ゲームを自社制作し、テレビ神奈川（独立UHF局）に配信していた。また、2006年まで、同球場で毎年11月に開催さされていたパ・リーグオールスター東西対抗戦を中継（フジテレビ739でも中継）していた。2006年度をもってパ・リーグ理事会において打ち切りが決定したため、2006年11月5日に行われる試合をもって最後となった。

## 系列局の中継

### フジテレビ
1960年は週1回程度中継を行っていたが、1961年からスポンサーの確保の関係と、編成面での他局との差別化の意図から全廃して、代わりにダイジェスト番組として『プロ野球ニュース（第1期）』を服部受弘・飯島滋弥の解説で放送した。
1962年に入ると、フジテレビの出資者で、大毎オリオンズの親会社だった大映が建設した東京スタジアムの運営会社に出資し、同球場のテレビ中継施設費の分担者となり、一方では国鉄スワローズへの経営に参加し、神宮球場への本拠地移転と中継施設費負担も検討されるなどの動きも出たために方針を転換し、翌1963年から国鉄・大毎戦を中心に中継を再開することになる。
1967年からごく数年間、対巨人戦（当時地上波全国放送）を除いたサンケイ主管試合の多くを、日本科学技術振興財団テレビ事業本部・東京12チャンネルに放映権を譲渡し、多くの試合を放送した。当時の東京12chは系列局がない独立放送局（後の独立局に準じるもの）であり、経営難により番組ソフト不足だったことから、NHKと日本テレビ・TBSテレビ・フジテレビ・NET（現；テレビ朝日） により発足した「科学テレビ協力委員会」による東京12chの番組ソフト拡充・補填の一環として行われたものである。ただし、制作主体は東京12ch側ながら、当時のサンケイの球団母体がフジサンケイグループであるため、解説者・実況アナウンサーのキャストもフジ側から派遣する形をとった。
1970年は、対巨人戦ビジターゲームの他に、対巨人戦（主に日本テレビが独占した主催試合）の裏カードを相当数放送し、ラジオ中継のように雨天時の予備カード補充を行う中継体制を取っていた。予備カードは系列局のローカル放送を活用する他、フジテレビでも関東圏で開催の試合を制作待機していた。
また1970年代後半～1980年代の水曜日は『銭形平次』、日曜日は『世界名作劇場』『オールスター家族対抗歌合戦』が高視聴率であるため極力放送休止を避けて、巨人のビジターゲームのうち、ヤクルト主催をTBSテレビ（1975年ごろまで）→NET→テレビ朝日（1976年ごろから）、大洋・中日・広島主催のものはTBSテレビ系列（1976年ごろから極数年、大洋主催の一部をNET→テレビ朝日に譲渡した試合もまれにある）に譲渡したことがあったが、フジ系で中継する場合は上記の通り20時からの1時間、試合展開によっては21時台（この場合は関西テレビ制作の定時枠を休止する）にも延長したこともある。
週末デーゲームの中継で、1990年代までは対巨人戦以外かつ地方開催のヤクルト主催試合や、本拠地開催を含む大洋→横浜主催試合が中心で、開催地やビジター球団の地元局もネットすることがあったほか、年度により関東圏のパ・リーグ球団の主催試合も放送していた。その後2000年代から2016年までは対巨人戦が中心となり、対ヤクルト戦を関東ローカル、対中日戦を東海テレビ、対阪神戦を関西テレビ、対広島戦をテレビ新広島との2局ネット（制作はフジテレビ主管）で放送した年度があった。また2000年代後半からはパ･リーグ主催試合の中継を再開し、地上波関東ローカル（14:00 - 15:25）からBSフジ（15:25 -）へのリレー放送を実施する場合もあった。
2015年以降は、「ヤクルト対巨人」戦が年度唯一のナイター中継となっており（2017年度は金曜、それ以外は火曜）、特に2015年以降の火曜日19時台・20時台はローカルセールス枠のため、地元球団のカードへの差し替えや野球中継以外の別番組（自社制作番組・系列内外の遅れネット番組）に差し替える局が発生している。
2016年以降はゴールデンタイムのレギュラー番組およびワールドカップバレー等他競技の中継を優先する編成方針から、地上波全国ネット中継はヤクルト対巨人戦と日本シリーズのみに限られている。
2025年6月7日のヤクルト対ソフトバンク戦（関東ローカル＝14:00 - 16:00、BSフジ＝16:00 - ）は、『50年目突入! プロ野球ニューススペシャル』として、解説陣が球場内5か所に分かれ、現役時代に守ったポジションの近くで解説を行うという企画を行ったが、ソフトバンクの地元局のテレビ西日本では同時ネット・独自の実況への差し替えのいずれの形式でも放送せず、『ネプリーグ』の再放送（13:00 - 14:55）、番宣番組『ピタッと。TNC』（14:55 - 15:00）、『今夜はナゾトレ』の遅れネット（15:00 - 16:55）を編成した。
- メイン解説：高木豊・池田親興
- 投手解説：野村弘樹・五十嵐亮太
- 捕手解説：谷繁元信
- 内野解説：笘篠賢治・立浪和義
- 外野解説：真中満・坂口智隆
- 実況：大川立樹

### 北海道文化放送
タイトルは、2016年度まで「BASEBALL SPECIAL（西暦）」を使用。2017年度から2021年と2024年は夕方のローカル情報番組「みんなのテレビ」のスポーツコーナー「みんなのスポーツ」に合わせ、「みんスポBASEBALL」に改題している。2021年度からは再び「BASEBALL SPECIAL（西暦）」を使用し、2022年から2023年は水曜深夜（木曜未明）に放送のファイターズ情報番組「F-PARK」に合わせ、「F-PARK LIVE」を使用していた。
テーマ曲はフジテレビと同様の「JAGUAR'08」→「JAGUAR'13」を使用している が、以前は別のオリジナル曲（2022年・2023年の『We are FIGHTERS』〈HARTY〉など）を使用していた時期があった。
週末デーゲーム中継を行うほか、ナイターは差し替えも行う（平日の「みんなのテレビ」一部枠も使って18:15頃 から野球中継を開始する。後述のテレビ新広島のケースと同様である。主にフジテレビで巨人戦が中継されるときの差し替えが多い）。ナイター中継は2013年からは全曜日で放送されている。差し替えられた通常番組は土曜・日曜の12:00 - 15:00の間の時間帯で振替放送が行われる（字幕放送は実施されるが、スポンサー枠はプロ野球中継に組まれるため代替措置としてPT枠となっている）。後述のとおり、2017年からは土曜デーゲームでの試合をBSフジが地上波との同時ネットで放送する際、スコア表示はフジテレビ仕様に差し替える東海テレビ・テレビ新広島とは異なり、地上波・BSフジ共に自社仕様を使用するため、各年度の自社の番組名（前記参照）とオープニングタイトルがそのままクレジットされることがある。
ビジターゲームは系列局のネット受けで放送することもあり、この場合は北海道文化放送からリポーター（要員都合により派遣されない場合もある）･解説者（フジテレビ他系列局解説者の場合もあり）を派遣する。対西武、ロッテ、オリックス、（以下交流戦）対ヤクルト、DeNA戦はフジテレビ（オリックス戦は関西テレビ）と公式映像制作会社（例としてヤクルト戦はフジ・メディア・テクノロジー。DeNA戦はTBSテレビ・東通）の技術協力による乗り込み自社制作（稀に札幌からのオフチューブの場合あり）となり、対ソフトバンク戦や対広島戦はテレビ西日本やテレビ新広島からのネット受け（リポーターや解説者を派遣する場合あり）か現地乗り込みまたは札幌からのオフチューブでの別制作かに分かれる（特にビジターの地元局が冠スポンサー番組となったり、ローカル企画を実施する場合はほとんど別制作となる）。対楽天戦は2017年8月8日に仙台放送からのネット受け（解説に建山義紀を派遣）で放送予定だったが、雨天中止になり、2021年1月現在、放送実績がない。

### 仙台放送
2008年は自社制作番組の名前を冠した『スポルたん!LIVEスペシャル』、2015年は『エンジョイ!ベースボール2015』として放映された。2016年以降は『BASEBALL LIVE!（西暦） 』をタイトルとしている。
ナイター中継は火曜日、デーゲームは土曜日に放送される。この内火曜ナイターは岩手めんこいテレビ・秋田テレビ・さくらんぼテレビ・福島テレビでも同時ネットで放送され、年1・2試合は火曜日以外にも差し替え放送を行う。なお、火曜ナイターを放送中に、他の地区では今夜はナゾトレ、潜在能力テストを放送することがあるため、この2番組は、仙台放送を含む東北地方5局ではネット返上され、振替放送されないまま事実上お蔵入りになることがある。
ビジターゲームは西武・ロッテ・オリックス戦は、球団制作映像を請け負っている外部の技術会社が協力となり（場合によっては西武・ロッテ戦はフジテレビ、オリックス戦は関西テレビも関与）、メイン映像は球団制作映像を利用する。対日本ハム戦は北海道文化放送から、対ソフトバンク戦はテレビ西日本からのネット受けで各々放送され、仙台放送からもアナウンサー・解説者（派遣されない場合もあり）が派遣されるが、対ソフトバンク戦に限り、球団制作映像を利用かつテレビ西日本とは別制作での放送になる場合がある。交流戦の対ヤクルト戦・対DeNA戦・東海テレビ制作の対中日戦、関西テレビ制作の対阪神戦、テレビ新広島制作の対広島戦は2021年1月現在、球団公式映像による自社制作（DeNA･ヤクルト戦）及び番組としてのネット受けまたは系列局映像利用の自社実況差し替え（中日･阪神･広島戦）のいずれの形式でも放送実績がない。

### 東海テレビ
オープニング映像・テーマ曲は自社仕様を使用しているが、日本シリーズがフジテレビ主導制作による全国ネットでの放送する際は、フジテレビと同じオープニング・テーマ曲を使用する。ナイターでレギュラー番組を休止した場合、土曜日か日曜日の昼間に振り替え放送が行われる（金曜日に『視聴者参加型生クイズ お茶の間アンサー!』など自社制作のローカル番組を編成していた頃は、当該番組を放送休止としていた。土日午後はデーゲーム中継もしくはレギュラー番組の振替を前提として再放送枠となっている）。
ホームゲーム中継数が多いことから ビジター中継は基本的に全国ネット時以外では行わず、フジテレビ系列局で中日のビジター戦を中継していても東海テレビは基本的にはネットしないことが多いが、過去にはデーゲームや全国ネットの巨人戦差し替えの場合はネット受け（主にテレビ新広島・フジテレビ制作時。解説者やリポーターの派遣も実施）および自社乗り込み（主にヤクルト・大洋→横浜主催時）をすることがまれにあった。また、フジテレビ制作の大洋→横浜・ヤクルト主催デーゲームの場合は権藤博・鈴木孝政など東海テレビ兼任の解説者が担当することもあった。
1978年9月19日（火曜日）の対ヤクルト戦デーゲーム（草薙球場）は、ヤクルト主催ながらテレビ静岡の協力で東海テレビが実制作を行い、フジテレビが逆ネットを行った（解説：河村保彦、実況：吉村功）。
2015年5月30日は交流戦の対日本ハム戦で自社乗り込み（ゲスト:峰竜太、解説:鈴木孝政、実況:森脇淳、リポーター:斉藤誠征、上山真未）を実施。なおこの試合は北海道文化放送（解説:金子誠、金村曉、実況:中村剛大、リポーター・広岡俊光）に加えフジテレビ（解説:金村義明、実況:田淵裕章）もBSフジとのリレーで放送したが、それぞれ実況が異なったため、フジテレビ系列では実質三重制作となった。なお、2021年5月29日に北海道文化放送で中継した試合は、編成の都合で同局からのネット受けまたは自社での実況差し替えの何れの形式での放送も行わず、通常編成とした。
2017年4月28日はヤクルト対巨人戦全国中継の差し替えで甲子園球場の対阪神戦を放送（解説:山崎武司、実況:加藤晃、リポーター:森脇淳〈関西テレビでは解説:金村義明、門倉健、実況:若田部克彦が担当〉〈関西テレビの映像をベースに、実況を東海テレビで別途差し替え〉）した。
2020年6月19日は神宮球場の対ヤクルトとの開幕戦を放送（解説:山本昌、実況:小田島卓生〈リポーターが掲載されていないため、現地乗り込みか名古屋からのオフチューブかは不明、BSフジ･フジテレビONEでは解説:真中満、実況:田淵裕章が担当〉）。
通常日曜デーゲームはCBCテレビが中継するが、CBCテレビがゴルフ中継などで中継できない場合に限り（近年の土曜･日曜デーゲームではテレビ愛知〈テレビ東京系列〉が中継を担当する）中継する場合がある。この場合、15時台は『KEIBA BEAT』が優先されるため、『KEIBA BEAT』を挟んだ二部構成になる場合がある。また、土曜デーゲームも全国ネットのゴルフ中継がある場合は二部構成の放送になる場合がある。
編成の都合により放送できない場合は三重テレビに放映権を譲り、『三重テレビナイター』として放映される（出演者・スタッフ・スコア表示などの技術面は原則として東海テレビが担当するが、要員の都合によってはサンテレビや名古屋東通が技術面を担当した例もあった）。この時、対戦カードによってはテレビ神奈川やテレ玉、サンテレビなどの独立局やテレビ東京系列のテレビ大阪と（対阪神戦ではデーゲームに限り毎日放送も）同時ネットすることもある。テレビ愛知が開局するまでは三重テレビ放送分を東京12チャンネル〜テレビ東京にも配信していたが、同局では東海テレビ制作としてクレジットされていた。
プロ野球ニュース（第2期）開始以前の1975年までは自局で生中継できず三重テレビナイターとして中継された中日球場→ナゴヤ球場での試合に限り、深夜の最終ニュース終了後に録画ハイライトが放送されていた。
中継映像はJ SPORTSの『J SPORTS STADIUM』にも配信するが、J SPORTS版は実況･解説を別に配置して放送するため、実質J SPORTSへの裏送りとなっている（ナゴヤドームにおける実況ブースは地上波とは別に用意されており、CBCテレビなど他局もJ SPORTS向け放送をする際に使用する、製作著作も東海テレビのみクレジットされる）。スコア表示はJ SPORTS仕様となっているほか、メイン映像は共有しているが、地上波側がCM中や独自企画などを行なっていても別映像が流れており、別進行となっている。対巨人戦をBSフジ（2015年から）・フジテレビONE/TWO/NEXTで放送する際は、出演者はJ SPORTSと同じ中継体制となり（対巨人戦以外のJ SPORTSでの中継同様に製作著作も東海テレビのみクレジットされる）、スコア表示はフジテレビ仕様（地上波用だが配球チャートと球種は省略）を使用する。週末に東海テレビがゴルフ中継を制作する場合などには、名古屋東通からスタッフの派遣を受ける（該当日には「制作協力」としてクレジットされる）。
タイトル・オープニング映像について、交流戦の中継時は、ナイター・デーゲーム共に「セ・パ交流戦」のフレーズがタイトル末尾に付く。オープニング映像は全国中継が行われる日のみ使用されるが、2008年は前年に中日が日本一となったことから、その年に限り、歓喜の様子と「完全制覇」というテロップが組み合わされたオープニング映像が制作・放送された。また、毎年8月に行われる「東海テレビナイター祭り」の期間中も独自のオープニング映像が流される。
2013年から、番組名をそれまでの『プロ野球中継』・『プロ野球ナイター中継』（年度により西暦が最初または末尾に付く）から『DRAGONS LIVE（西暦）』と改めたが、ビジターの地元系列局が自社での実況差し替えとせず東海テレビとの同時ネットで放送する場合は、相手局に配慮してフジテレビ系列全国中継・フジテレビ主管制作による2局ネット時と同様の『enjoy! Baseball』とし、タイトルムービーもフジテレビとほぼ同一のもの（対戦カードの書式のみ異なる）を使用していた（テレビ新広島にネットした広島戦と、パ・リーグ本拠地地元局にネットした交流戦が該当）。
かつてはテレビ新広島にネットする対広島戦でも同様の措置が取られていたが、近年はテレビ新広島から解説者が派遣されず（特に達川光男の中日コーチ就任後）、東海3県ローカル仕様での放送となることもしばしばあった（この場合でも2014年の一時期を除き、原則としてレポーターは派遣される他、2015年以降の土曜デーゲームでは副音声に山内泰幸が出演することがあった。また2017年途中からテレビ新広島は東海テレビから映像配信を受けての自社制作とすることが大半となった。なお、2020年2月29日〈土曜〉のオープン戦は、当初別制作の予定〈解説：山内泰幸、実況：深井瞬と野川諭生のどちらの担当か未定〉 が電子番組表で告知されていたのが、新型コロナウイルス感染流行の影響で無観客試合となったことから、東海テレビからのネット受け〈解説：権藤博・山崎武司、実況：加藤晃、リポーター：小田島卓生。東海テレビでは13:55開始、テレビ新広島では14:00飛び乗り〉に変更となった）。
番組中で電話での応募受付による現金・賞品などのプレゼント企画を実施することもあるが、ビジター側局でも同時ネットする際は、ビジター側局の視聴者も応募対象となる。
土曜デーゲームでは、試合展開によってはローカルスポーツ番組『ドラHOTプラス』（土曜日17:00 - 17:26）の枠を使って中継を継続する。また、2014年は土曜日の試合開始時間が原則15時となったことから、ドラHOTプラスの枠で野球中継を延長することを前提として、副音声を実施。ドラHOTプラスのMCである峰竜太、上山真未（東海テレビアナウンサー）、解説として中継本編とは別の解説者が出演し、17:00以降は副音声の出演陣+実況アナウンサーに入れ替わる。ただし、対戦球団の地元系列局との2局ネットとして制作される試合においては、副音声を実施しない場合や、ビジター側系列局の同種番組（例：テレビ新広島制作『全力応援 スポーツLOVERS』など）との共同企画とするもある。
上記に関連して、2024年6月15日（千葉ロッテ×中日、ZOZOマリン）では局外の名古屋テレビ放送でのプロ野球中継の終了後『ドラHOTプラス』の放送枠拡大という形でリレー中継を実施した（当日のクレジット上は制作協力：メ〜テレ、制作著作：東海テレビ）。
2014年は、番組名をローカル中継時も『enjoy! Baseball』とした。主題歌は愛知県豊橋市出身ガールズバンド･ポタリの「Hello, Happy Chance!」を使用（CDは会場限定で販売）。なお、オープニング映像は中継映像を背景とした独自のものを使用した。
2015年は『BASEBALL LIVE 2015』、2016年からは『DRAGONS LIVE（西暦）』の番組名で、主題歌は名古屋を拠点に活動しているアイドルグループ・BOYS AND MENの「stand hard! 〜オレらの憧れ竜戦士〜』を使用した。2017年以降は「stand hard!…」の歌詞を一部変更した「ドラMAX!!! 〜オレらの憧れ竜戦士〜」が使われていた。2022年は『 DRAGONS BASEBALL L!VE 2022』の番組名で、主題歌は全国中継時のテーマ曲である春畑道哉の「JAGUAR'13」に変更された。
2021年から在名各局のローカルセールス枠での中日戦中継（ホーム・ビジター問わず）に、一般社団法人日本電子機器補修協会（JEMTC）が冠スポンサーとなる事が増加したが、2022年6月17日（金曜日）の中日対巨人戦では、全国放送であるBSフジへの別制作分も「JEMTCスペシャル」として筆頭スポンサーについた。

### 関西テレビ
関西テレビでのタイトルは『プロ野球中継（西暦）』。2016年からはスコア表示が全面的にリニューアルされ、「プロフェッショナルタイム〜この1球に懸ける〜」というサブタイトルが加えられた。
阪神戦とオリックス戦を中継しており、前者はビジターゲーム（対巨人戦以外）も中継する。後者においては2022年より球団公式映像の制作を請け負っているため、中継がない日においてもホームゲームは全試合映像制作を実施している。
平日ナイターは、原則としてローカル報道番組『newsランナー』の18時台を休止していて、ローカルセールス枠である火曜日（通常時は自社制作番組を放送）と金曜日に放送することが多い。
水曜日と木曜日については、前述のリニューアルが行われる前の2015年までは放映権を持っていても通常編成のレギュラー番組を優先し、同日深夜に録画放送を行うケースが少なくなかった（特に後述のオリックス戦）。リニューアル後の2016年以降は、レギュラー番組を差し換えて、生中継する日が増えている。レギュラー番組（全国ネット）は、その週の土曜日か日曜日の午後に振替放送する（字幕放送対応。スポンサー枠はプロ野球中継に組まれるため代替措置としてPT枠となっている。ただし日曜日は13時台のみPT枠である。また、本来は金曜20時または21時開始の番組の拡大版を金曜19時に開始して、かつフルネットで放送していた2020年8月から2021年9月も、野球中継を放映する場合に限り短縮版を放送していた）。
土曜デーゲームが開催されていてもレギュラー番組を重視する傾向にある（14時台は大阪ガス一社提供の『モモコのOH!ソレ!み〜よ!』、日曜日は15時台は西日本ブロックネットの競馬番組『KEIBA BEAT』を放送）。特にレギュラー番組終了後の15時から中継を開始することが慣例となっている（14時台からネットする系列局がある場合は裏送りを行うことがある。主に対中日戦の東海テレビや対広島戦のテレビ新広島が該当）。なお、2023年から土曜デーゲームではマルチチャンネルを活用し、082チャンネルで13時59分から中継を開始している。
2009年7月頃までは録画放送用のカメラがハイビジョンに対応しておらず、録画放送時のデジタル放送では画面両側が切れた「サイドカット」、もしくは額縁放送となっていた。なお、阪神がリーグ優勝を果たした直近4回（1985年・2003年・2005年・2023年）のゲームのうち、1985年・2003年の2回は生中継を行っていた（2005年は読売テレビ、2023年はサンテレビ）。
オリックス戦と阪神戦を地上波関西ローカル・BSフジ（前者は2016年から、後者は2020年から）・フジテレビONEまたはTWO（阪神対巨人戦のみ）で放送する際は、地上波と衛星波で各々別制作をする中日対巨人戦（東海テレビ制作）とは異なり、広島対巨人戦（テレビ新広島制作）・日本ハム戦（北海道文化放送制作）・ソフトバンク戦（テレビ西日本制作）と同様に実況・解説が地上波・衛星波で同一となり、電話受付による視聴者プレゼント企画を実施する時にはBSフジ、フジテレビONE・TWOの視聴者も募集対象としているが、地上波側での独自企画実施時に専属解説者以外のゲストが出演した際はオープニングとエンディングでクレジットされる場合がある他、テーマ曲（関西テレビでは『One Shot, One Mind』〈2020年・2021年〉→『ダンシングタンク♡』〈2022年・2023年〉、フジテレビでは『JAGUAR'13』）と各種テロップ（スコア表示・ランニングスコアは自社仕様を、オープニングでの対戦カード・球場名・出演者・エンディングでの製作著作のクレジットはフジテレビ仕様を各々使用）は自社仕様とフジテレビ仕様で混在するか、テーマ曲のみフジテレビで全編差し替えるかのいずれかとなり、制作著作はBSフジ、フジテレビONE・TWOでも関西テレビ単独とする。
2021年8月18日（水曜日）には、DeNA戦ビジターゲームのナイトゲームを、東京ドームから関西ローカル向けに自社制作で中継した。DeNAの本拠地である横浜スタジアムが2020東京オリンピックの野球・ソフトボールの会場に使われたことに伴って、DeNAはこの試合を巨人の本拠地・東京ドームでホームゲームとして開催したが、関西テレビがNPBの公式戦中継を東京ドームから自社制作で中継した事例は（巨人のホームゲームを含めても）初めてであった。ただし、この試合の中継に際しては、DeNA球団配信の公式映像（TBSアクト・TBSスパークル制作）に自社で撮影した独自の映像を組み合わせている。
現在は平日ゲームを18:09~20:54(火曜のみ20:59まで)、土曜デーゲームを14:28~17:00(ホームゲームのみ17:30まで延長)、ナイターを18:30~20:54で放送している。
2024年4月6日（土曜日）のヤクルト対阪神戦（デーゲーム）は、フジテレビが「すぽると!野球中継SP」として編成したことと制作経費節減のため、関西テレビでの別制作を行わず、14:35 - 16:00をフジテレビ地上波（解説：鳥谷敬、実況：酒主義久、副音声：解説：岩隈久志、MC:榎並大二郎・佐久間みなみ・松崎涼佳）との、16:00 - はBSフジへのリレー中継（解説：鳥谷敬・岩隈久志、実況：酒主義久。16:55 - はBSフジ・関西テレビともサブチャンネル）との同時放送とした。
2025年5月27日（火曜日）の阪神対DeNA戦（倉敷）は、BSフジに向けた裏送りとして18:00から放送開始。自社ではサブチャンネルで18:09より放送した。19:00以降は地元系列局の岡山放送でもこれをネットする形で放送。試合は延長11回まで縺れ、阪神が1-0で勝利。20:59をもって自社と岡山放送では中継を打ち切ったが、中継自体は20:54以降182chで放送していたBSフジに向け、延長11回の試合終了まで裏送りで放送を継続した。
パ・リーグ・アワー
関西テレビはかつて阪急ブレーブス（後のオリックス・バファローズ）を所有していた阪急電鉄と同じ阪急阪神東宝グループ（当時は阪急東宝グループ）に所属していることから、1980年代頃まで、土曜・日曜デーゲーム（薄暮開催を含む）中心に『パ・リーグ・アワー』と題して16時から17時30分に中継していた。また年数回ほど『火曜ワイドスペシャル』枠や『金曜おもしろバラエティ』枠を差し替えてナイターを中継することもあった。
阪急の他にも、関西圏を本拠地にする近鉄バファローズや南海ホークスの試合を中継することもあり、阪神や阪急の関東圏で開催のビジターゲームがフジテレビで放送された場合でも、近鉄または南海の主催試合を優先して自社制作・放送することがあった。
ナゴヤ球場（後のナゴヤドーム）での在阪球団主催ゲーム開催時は東海テレビが、川崎球場でのロッテ主催ゲームではフジテレビが制作協力として参加し、カードによってはフジテレビや系列局でも放送することがあったが、関西圏での試合でも関東圏の球団との対戦時には、時折フジテレビが関東地区向けに音声分岐により別に実況を立てる場合もあった。また、1980年代半ばまで、フジテレビがネットしない場合に限り、千葉テレビ『CTCダイナミックナイター』や、対西武戦がテレビ埼玉『TVSライオンズアワー』で同時ネットされる事があった。
この他にも、日曜深夜に阪急の試合評や選手インタビューを届ける『ブレーブス・レポート』というミニ番組があった。
パ・リーグ・アワーの終了後は、オリックス戦をおおむね年に数回程度深夜に録画放送している。
2016年6月25日、対日本ハム戦（ほっともっとフィールド神戸）はBSフジで生中継し、地上波で深夜に録画中継（解説：田尾安志・大石大二郎、実況：石田一洋）で放送。スコア表示はBSフジも自社仕様を使用したが、オープニングテーマ曲・番組名・対戦カード表示は地上波・BSフジで異なった。北海道では北海道テレビ（テレビ朝日系列）が生中継を実施した（解説：岩本勉、実況：五十幡裕介）。
同年6月28日、対楽天戦（沖縄セルラースタジアム那覇） - J SPORTSと同内容だが、スコア表示のみ自社仕様に差し替え。制作著作は地上波では関西テレビ、衛星波ではオリックス球団名義で、技術協力はExpressが担当。どちらも制作協力として J SPORTSがクレジットされた。この関係で実況・解説は関西テレビの山田恭弘（当時）と大石大二郎が、ベンチリポートはフリーの大前一樹（関西テレビではJ SPORTSのクレジットあり）が担当した。仙台放送も自社で実況・解説を派遣して生中継を実施し（解説：鉄平・永井怜、実況：金澤聡）、スコア表示は関西テレビ仕様を使用した。
2019年6月15日の交流戦の対阪神戦（京セラドーム大阪）はBSフジでも地上波関西ローカルとの同時ネット（解説：田尾安志・大石大二郎、実況：若田部克彦、リポート：川島壮雄）で放送。スコア表示はBSフジも自社仕様を使用したが、一部裏送りの時間帯はオープニングテーマ曲・対戦カード表示はフジテレビ仕様を使用した。
同年7月23日には、ほっともっとフィールド神戸での対日本ハム戦中継（解説：田尾・星野伸之・片岡篤史、実況：吉原功兼、リポーター：服部優陽）を制作したうえで、自社とビジター地元局の北海道文化放送で放送した。関西テレビでは編成の事情から中継の録画を深夜に放送したが、北海道文化放送では関西テレビからの裏送り方式での生中継が実現した。このような体制は2021年9月25日の対楽天戦（解説：田尾、実況：川島壮雄、リポーター：山本大貴）でも講じられていて、関西テレビからビジター地元局の仙台放送に向けての裏送りを実施した。
2022年4月24日（日曜日）には、ロッテとのデーゲーム（京セラドーム大阪で13:01に開始）を、16:00 - 17:30の放送枠で関西ローカル向けに急遽中継した（実況：吉原、解説：五十嵐亮太）。2週間前（同月10日）にこのカード（ZOZOマリンスタジアムでのデーゲーム）でNPB一軍公式戦28年振りの完全試合を達成した後に、翌週の先発登板試合（同スタジアムで17日に開催されたロッテ対日本ハム戦）の8回表終了後まで2試合にわたって17投球回連続で1人の走者も出していなかった佐々木朗希（ロッテ投手）の先発が予告されていたことによる措置で、地上波放送ではテレビ・ラジオを通じて全国唯一の中継だった。実際には放送を始めた時点で試合が終盤に差し掛かっていたため、ダイジェスト映像を交えたニアライブ（擬似生放送）で対応。佐々木が1回裏にオリックスの1番打者・福田周平への初球で単打による出塁を許したシーンを皮切りに放送するなど、一部のイニングやプレーの映像を割愛したほか、オリックス球団制作分の中継から映像やスコア表示（『J SPORTS STUDIUM』と同一デザインで『野球好き』のロゴを削除）を流用した。前年（2021年）までExpressが担っていたオリックス主催試合のテレビ中継の元請が、この年から関西テレビへ移譲されていたことによる。
同年9月19日の未明（1:00 - 1:59）には、前日（18日）にデーゲームとして京セラドーム大阪で開催されたオリックス（18日の開催前の時点ではパ・リーグ2位）対ソフトバンク（開催前の時点ではオリックスに2ゲーム差を付けてのパ・リーグ首位）による首位攻防戦の中継録画を、『パ・リーグ党芸人座談会　場外乱闘スペシャル』として関西ローカル向けに放送。『パ・リーグ党芸人座談会』（2007年から関西ローカルで年に数回放送している特別番組）とのコラボレーション企画で、放送上はオリックス球団制作分の中継録画映像（実況・解説なし）のダイジェストと、試合終了後に関西テレビのスタジオで収録された座談会の映像を2画面表示（中継録画の映像を大画面・座談会の映像を小画面）で組み合わせていた。
座談会の収録には、『パ・リーグ党芸人座談会』の常連である「パ・リーグ党芸人」から、岡田圭右（ますだおかだ：阪急ブレーブス時代からのオリックスファン）・森脇健児（南海ホークス時代からのソフトバンクファン）・かみじょうたけし（楽天ファン）・ちゃらんぽらん冨好（西武ファン）が応援球団のレプリカユニフォーム姿で集結。中継の録画映像を見ながら収録することを想定していたため、ロッテOBの里崎智也（関西テレビの電波を受信できる徳島県鳴門市出身の野球解説者）が、ロッテのレプリカユニフォームを着用しながら解説役（事実上の「ロッテファン芸人」枠）で参加していた。「日本ハムファン芸人」枠に相当する人物（『パ・リーグ党芸人座談会』ではOBの岩本勉が該当）は登場しなかったものの、通常の中継と異なる趣向の「新感覚中継」と銘打たれていたことから、座談会は『パ・リーグ党芸人座談会』からの流れで出場選手への応援トークやパ・リーグ関連の雑談（球場や選手にまつわる思い出話など）に終始。
2024年6月15日には交流戦のオリックス対ヤクルト（京セラドーム大阪で14:00開始）を13:59 - 17:00（13:59 - 14:57、及び延長時はサブチャンネル）の枠で関西ローカル向けに生中継（ゲスト：岡田圭右（ますだおかだ）、解説：糸井嘉男、実況：服部優陽、オフチューブ〈カラ出張〉で放送）を実施。対阪神戦、ポストシーズン以外のオリックス戦を関西テレビが生中継したのは、2010年3月20日に対楽天の開幕戦を生中継して以来14年ぶり。
年度によっては、オリックス対阪神の交流戦（関西ダービー）を、主催の球団や開催の球場にかかわらず中継することがある。また、パ・リーグのクライマックス・シリーズへオリックスが進出した場合には、シリーズの試合から一部を生中継で放送している。
専属およびフジテレビ系列局以外からのゲスト解説者は、現在では過去に関西テレビが特別番組を制作するなど関係が深かった「プロ野球40年会」や「プロ野球48年会」からの起用が多い。

### テレビ新広島
平日のローカル中継に限り、ローカル報道番組『TSSライク!』を18時台全国枠までで終了し、『ライク!ナイター』（2017年までは『みんなのテレビナイター』、2018年 - 2020年は『プライムナイター』として各々放送） として中継を開始している。2017年までは枠内で試合が終了しなかった場合は2018年3月まで設けられていたミニニュース枠のフジテレビからのネットを取りやめ、引き続き中継を行っていた。
番組タイトルとテーマ曲は2014年までフジテレビと同一だが、タイトル画面やオープニング映像は広島の選手が登場する独自のものを制作・使用していた。ナイター時を中心に、試合展開によってはオープニングムービーを省略して球場映像に対戦カードを表示してテーマ曲を流す形式で開始する場合があった。
2015年は『全力応援! tssプロ野球中継（西暦）』（ぜんりょくおうえん ティエスエスプロやきゅうちゅうけい）の独自タイトルを採用し、テーマ音楽は独自のインストゥルメンタル曲（曲名不詳）と「JAGUAR'13」を併用していた（後者は主に放送時間内に試合が終了した際の番組エンディングで使用）。
2016 - 2017年は『tss全力応援!Carp中継』（ティエスエスぜんりょくおうえんカープちゅうけい）とタイトルをマイナーチェンジし、テーマ音楽は「JAGUAR'13」に一本化していたが、オープニングムービーを流さずテーマ音楽に対戦カードと球場映像からのスタートとなっている。
2018年からはテレビ新広島と広島を拠点に活動しているロックバンド、ゆるふわリムーブとのコラボ企画「みんなでつくる 全力応援ソング」で制作したオリジナル曲「明日を鳴らせ」を本番組を含むスポーツ関連番組のテーマ曲として使用している（ビジター地元局へのネット時もそのまま使用。最初の実例は、北海道文化放送にネットした2021年6月1日の広島対日本ハム戦）。さらに2025年は、開局50周年を機に制作された新テーマソングとして、同じく広島を拠点に活動しているシンガーソングライター、楓子の「ずきゅん。」を使用している。
対巨人戦を除く中継日は、『J SPORTS STADIUM』 (J SPORTS) で同時放送する（テレビ新広島の中継開始前・終了後は裏送り）。また、NHK広島放送局が放映権を持つ試合（総合テレビまたはNHK BS1で放送）でも、J SPORTSの中継用に裏送り制作しており、スコア表示や選手データなどは、2009年までは自社仕様が使われていたが、2010年からはJ SPORTS仕様が使用されている。ただし、2010年以降はTSSプロダクション協力による東京からのオフチューブもしくはJ SPORTSの解説・実況が広島まで出張して放送することが増えている。同時にテレビ新広島のスコア表示もデザインが変更された（2016年に再度全面変更し、2021年にデザインはそのままフォントを変更。いずれも独自デザイン）。後述のBSフジとの同時ネット時は、BSフジではフジテレビ仕様のテロップ（得点時のアニメーションやホームランテロップがあるなど、地上波放送に近い仕様だが、フジテレビONEのヤクルト戦と同様に選手の顔写真・配球チャート・球種は省略。東海テレビのBSフジ向け別制作分も同様）に付け替えられている。
2014年7月1日の対巨人戦はフジテレビ･テレビ新広島との共同制作による全国ネットで、矢野寛樹アナウンサーが実況を担当した。矢野アナは報道部への人事異動が控えており、この中継が最後の広島戦実況となった。
開局から1979年頃までは、関西テレビのパ・リーグアワー（前述）や、東京12チャンネル制作のデーゲーム中継を土曜・日曜のローカル枠で放送していた。後者の場合『サンデースポーツアワー』のレギュラー編成でのネット受けだったため、広島が関与しない試合の他、東京六大学野球などのアマチュア野球や他競技を放送することがあった。
1987年頃には、サンテレビから『サンテレビボックス席』を『プロ野球中継（西暦）』に改題した上で対阪神戦をネット受けして放送したことがある他、テレビ埼玉から対西武のオープン戦をネット受けしたことがあった。
1995 - 1997年頃には、サンテレビからスコア表示が載ったまま映像の供給を受けて広島からのオフチューブで実況を差し替えて放送したことがあった。
一部週末デーゲーム（年度により対巨人戦以外を含む）では、対巨人戦のナイター中継と同様にフジテレビとの共同制作の形態を取り、フジテレビとの2局ネットまたは対戦相手の地元など一部系列局を含む数局ネットで放送されることもあったが、2016年以降のフジテレビとの共同制作による中継はクライマックスシリーズ（2017年が該当）・日本シリーズに限られている（対巨人戦は、2015年以降〈2016年を除く〉は県域ローカルとBSフジで同時放送。なお2016年の日本シリーズ第2戦、2017年のクライマックス・セ ファイナルステージ第3戦・第4戦、2018年の日本シリーズ第2戦ではフジテレビ単独制作著作となった）。
対巨人戦を地上波広島県ローカル・BSフジ・フジテレビONEまたはTWOで放送する際は、地上波と衛星波で各々別制作をする対中日戦（東海テレビ制作）とは異なり、実況・解説が地上波・衛星波と同一で、電話受付によるサイン入りユニフォームなどのプレゼント企画は賞品の内容により（おもに選手関連グッズなどの場合には）BSフジ・フジテレビONE・TWOの視聴者も募集対象とする年度もあり、対巨人戦以外のJ SPORTSでの中継同様に、地上波・衛星波でスコア表示（2017年以降は地上波は自社仕様、BSフジ・フジテレビONE・TWOではフジテレビ仕様〈地上波用だが配球チャートと球種は省略〉）・テーマ曲（2018年以降は地上波は『明日を鳴らせ』→『ずきゅん。』、BSフジ、フジテレビONE･TWOは『JAGUAR'13』）が各々異なっており、制作著作はBSフジ、フジテレビONE・TWOでもテレビ新広島単独制作とする（2017年・2022年・2023年・2025年は『ここからっ! TSS』→『ずきゅん。TSS 50th』のキャッチコピーで、2018年 - 2021年・2024年は『tssテレビ新広島』の正式ロゴでクレジット表示）。
北海道文化放送・関西テレビ・東海テレビ（トップナイターに限りオフチューブで自社制作〈後述〉、2017年途中より全編オフチューブでの自社制作に移行）・テレビ西日本（2019年からオフチューブでの自社制作に移行）からビジターゲームをネット受けする場合も、実況を差し替えずに放送していたが、2013年までは解説者とベンチリポーターを派遣していた。専属解説者だった達川光男が中日のコーチに就任し、矢野寛樹アナウンサーが報道部に移動した2014年は、テレビ新広島から要員が全く派遣されない例が発生していた。
2015年から専属解説者となった山内泰幸は、系列局制作のビジター中継の一部や、前述の自社制作でBSフジ・フジテレビONE・TWOに同時ネットの対巨人戦や、『すぽると!』（以上2015年）にも出演しており、日本シリーズやクライマックスシリーズではフジテレビ主導制作時にも出演している。
ソフトバンク主催のテレビ西日本との放送は2019年まではオープン戦のみだが、2019年は実況を自社で差し替えて放送した（解説:達川光男・実況:深井瞬〈広島からのオフチューブで放送、中継中の顔出しなし。山内が『全力応援 スポーツLOVERS』MCのため達川が担当〉、テレビ西日本では、解説:池田親興、実況:坂梨公俊、リポーター:松尾幸一郎〉）。また2021年6月8日・10日にはテレビ西日本で交流戦の対広島戦を放送したが、テレビ新広島では8日の試合を放送した（解説：山内、実況：深井〈テレビ西日本では解説：池田親興、実況：大谷真宏、リポーター：坂梨公俊。副音声：達川光男・吉川貴司・橋本真衣。副音声は同時YouTube配信で広島県でも視聴可能〉。広島からのオフチューブで途中スタジオの放送席風セットからの顔出しあり。10日は衛星波におけるNHK福岡放送局制作のBS1での、ソフトバンク球団制作のスポーツライブ+での放送分が別途視聴可能）。一方でビジターの対楽天戦は2021年まで仙台放送からのネット受け・宮城県内の他系列局およびNHK仙台放送局での放送時を含む球団制作映像利用による自社制作ともに放送実績がなかった。2022年は仙台放送（解説：達川・鉄平、実況：下山由城、リポーター：牧広大）と同日の6月7日に放送したが、同局の中継がMTG（SIXPAD）の冠スポンサー番組という事情もあり、テレビ新広島で別制作（解説：山内、実況：野川）を行った。
東海テレビ制作の対中日戦をネット受けする際、平日ナイターでは前述の『ライク!ナイター』枠内に限ってスコア表示、実況・解説を自社差し替えで放送する場合があった。この場合、山内は『ライク!ナイター』の解説を担当するため、テレビ新広島から東海テレビ向けに派遣されるのはリポーターのみとなる。これまで、平日ナイターで山内が東海テレビに派遣され、『プライムナイター』をフジテレビ系列各局解説者や広島OBの本数契約フリー解説者が担当したり、アナウンサー単独で担当する事例は発生していない。東海地区で『三重テレビナイター』として三重テレビで放送される試合や、東海テレビのローカル企画『東海テレビナイター祭り』該当日や副音声企画を実施する場合などは、全編で『ライク!ナイター』同様にテレビ新広島側での実況・スコア表示の差し替えを実施しており、2017年以降はほとんどの試合でこの形態での自社制作に移行したため、トップナイター前後での二重制作は解消された。また、週末デーゲームのネット受け時は、2017年まで副音声に山内を含む『全力応援 スポーツLOVERS』の出演者が派遣され、『ドラHOTプラス』と合同で進行することがあった。
交流戦のパ・リーグ球団主催試合を『プライムナイター』で放送した事例は2016年の北海道文化放送からの対日本ハム戦（旭川）が初めてで、テレビ新広島からも解説者（山内）とリポーターが派遣された。なお、関西テレビ制作の対阪神戦平日ナイターは2015年以降ネット受け実績がなく、全編自社制作で放送している（後述。2015年と2019年以降はデーゲームをネット受けした）。
2016年開幕からスコア表示を一新した。またこの年関西テレビ制作の阪神戦中継が「金本監督カメラ」を導入する他、得点時のCG演出などで阪神応援色を強めた中継を実施するため、2016年4月8日（金曜日）の試合では中継全編を広島からのオフチューブ実況で別制作することになった。ただし、「金本監督カメラ」についてはテレビ新広島でも新聞やEPGの番組表で紹介するなどしていた。これ以降の対阪神戦中継については、テレビ新広島側の要員などの都合により自社制作（2016年・2018年）かネット受け（2019年以降。2021年は試合中ノーゲーム）のどちらかになる。
2017年からは年度により、ビジター地元局で放送がない、あるいは他系列局で放送の交流戦のビジターゲームも球団から映像を購入して自社制作で放送している。また2021年は自社スタジオからのオフチューブ時でも放送席風のセットを組んで顔出しすることがあり（背景に放送席と同じパネルを設置し、正面から撮影）、マイクも通常の実況同様ヘッドセットと一体のものを使用している。
ビジターゲームでの場合、球団公式映像を使用する例では当該球団名（これまでにDeNA・西武・日本ハム・2018年のヤクルトの実例あり）もテレビ新広島とともに制作著作として表記されることがある一方、地元局の映像を利用する例では当該局名（対ヤクルト＝フジテレビ、対中日＝東海テレビ、対阪神＝関西テレビ）が制作協力・制作著作ともにノンクレジットとなっている一方、自社制作のホームゲーム同様TSSプロダクションが制作協力に名を連ねている。

### テレビ西日本
2007年に限り、『HAWKS Live 2007』という独自タイトルを使用していた（深夜の録画放送を除く。その他の年はフジテレビと同じ）。九州東通が制作協力として参加している。
金曜日にも野球中継を行うことが多い。また土曜デーゲームで一部試合はサガテレビ・テレビ長崎・テレビ熊本・テレビ大分・テレビ宮崎・鹿児島テレビ・沖縄テレビにも同時ネット（ネット局では延長なし）で放送される。後述のとおり、2017年からは土曜・祝日デーゲームでの試合をBSフジが地上波との同時ネットで放送する際、スコア表示はフジテレビ仕様に差し替える東海テレビ・テレビ新広島とは異なり、地上波・BSフジ共に自社仕様を使用するため、自社の番組名である『HAWKS BASEBALL LIVE（西暦）』がオープニングタイトルでそのままクレジットされることがある。また一部ビジターゲームもスタッフを現地に派遣して自社制作で中継することもある（主にZOZOマリンスタジアム、西武ドームなど）。
2014年7月5日の対楽天戦では、この日のヒーロー選手の岡島豪郎と楽天広報担当者が待機していたにもかかわらずヒーローインタビューが行われないという事故が発生。当初予定されていた仙台放送へのネット とレポーターの派遣が急遽取りやめになり、このレポーターが担当する予定であった楽天勝利時のインタビュアーの代替要員が不手際により準備できなかったため。また、ソフトバンク側のレポートを担当していた坂梨公俊アナウンサーも直後のローカル番組に出演するためヒーローインタビュー時には不在であり、CS放送にて並列中継を行ったFOXスポーツ、ラジオ放送で中継を行ったRKBラジオ、KBCラジオはいずれも当該試合ではインタビューについては管轄外だった。当日中にソフトバンク球団が公式サイト上に謝罪文を掲載した。
2016年からは再び独自タイトル『HAWKS HERO'S LIVE』（録画中継時は『HAWKS HERO'S BASEBALL』）（2016年）、『ホークス　ワンダホー！　LIVE』（2017年）、『HAWKS Enjoy Baseball LIVE』（2018年）、『HAWKS BASEBALL LIVE（西暦）』（2019年 - ）を使用した中継を行っている。
テーマ曲はフジテレビ系列と同一の「JAGUAR'13」または「JAGUAR'08」であるが、ハイライト時のみDAITAの楽曲「真実と闘争」が使用されている。

### その他
福岡県は1964年10月1日にテレビ西日本が現在のフジテレビ系列相当（それまでは日本テレビ系列相当） に変更されるまでは九州朝日放送（後のテレビ朝日系列とのクロスネット）が制作を担当しており、1963年の日本シリーズ・「西鉄対巨人」の中継においても第1・2戦を九州朝日放送製作・フジテレビ系列相当ネットで放送した。レギュラーシーズン中も福岡から中継する場合は曜日ごとの編成によってフジテレビ系列相当とテレビ朝日系列相当のラインを切り替えることがあった。また、テレビ西日本はTVQ九州放送が開局するまで、平和台野球場・北九州市民球場で開催される試合の東京12チャンネル～テレビ東京制作中継の技術協力を行っていた。
広島県は、広島テレビ放送が、開局した1962年から1975年10月1日のテレビ新広島開局直前まで日本テレビ系列とのクロスネット関係にあったため、広島テレビが中継を行う場合には、曜日ごとの編成によってフジテレビ系列と日本テレビ系列のラインを切り替えており、フジテレビ系列ラインは主に火曜日・木曜日に充てることが多かった。
テレビ静岡では、かつては1970～80年代に静岡草薙球場で開催された大洋ホエールズ主催ゲームにおいてテレビ神奈川（独立UHF局）との共同制作を行っていた他、2006年まで同球場で毎年11月に開催されていた『パ・リーグオールスター東西対抗』を中継していた（一部の系列局やフジテレビ739でも中継）。この中継はフジテレビでも2000年まで深夜に録画放送されていた。その後は、浜松市営球場で年1回行われる中日戦（東海テレビ制作）に技術協力として参加するのみとなっている（ただし、2007年5月30日の対楽天戦は三重テレビで中継されたためか、クレジットなし）。
秋田テレビでは、こまちスタジアムで行われるヤクルト戦を土日の2連戦のうち日曜デーゲームを、フジテレビONEと同時ネットしている。2012年は5月12、13日に対巨人戦が組まれ、12日は地上波全国中継、13日は地上波は秋田県ローカルでフジテレビONEはサイマル放送であった。
1991年6月18・19日に山形県野球場で開催されたオリックス対西武戦を、当時フジテレビ系列局だった山形テレビ（1993年にテレビ朝日系列にネットチェンジ）が名目上自社制作扱いで中継し、系列外のテレビ東京にも配信し、同局では深夜の録画中継で放送したが、実際の番組制作は朝日放送（現；朝日放送グループホールディングスおよび朝日放送テレビ。テレビ朝日系列）の関連会社のサテライトエービーシー（Ch.O、現：スカイ・エー）が行ったため、当時は系列外だった朝日放送の解説者（栗橋茂）とアナウンサー（松原宏樹）が出演し、朝日放送・山形テレビとも系列外の局（テレビ東京）に配信する異例の形態となった。
2012年7月23日に岩手県営野球場で開催された『マツダオールスターゲーム 第3戦』は、事前イベントであるホームラン競争はフジテレビONE、試合本編は地上波フジテレビ系列でそれぞれ生放送を行い、フジテレビONEではホームラン競争・試合本編共、深夜から翌日未明に録画放送を行った。翌年にも同様に第3戦を生中継している。
2017年8月1日と2018年8月28日には、テレビ宮崎が、「プロ野球宮崎キャンプ応援スペシャル」としてオリックス対ソフトバンク戦（京セラドーム大阪・オリックス球団制作）をJ SPORTSと同時ネットで放送した。前者について当初はTVQ九州放送（テレビ東京系）からのネット予定が電子番組表などで発表されていたが、放送直前にオリックス球団制作中継の放送に変更された。
同年3月3日には、サガテレビが、オープン戦の西武対広島戦（みどりの森県営球場・西武球団制作）をフジテレビTWOと同時ネット中継し、サガテレビでは独自に自社のアナウンサーによるリポートも挿入した。テレビ新広島でも映像配給を受けて実況と解説を自社で差し替えて放送したが、通常時と異なり大部分で球団映像のスコア表示をそのまま使用した。
同年5月22日には、岡山放送が、公式戦阪神対ヤクルト戦（倉敷マスカットスタジアム）を関西テレビの制作で同時ネット中継した。関西テレビは18:14からの放送だったが、岡山放送は19:00からの放送となった。
また前述通り、2025年5月27日の阪神対DeNA戦（倉敷）は関西テレビ制作中継を19:00から同時ネット。関西テレビでは先行して18:09から中継が行われていたが、岡山放送では『OHK Live News』内でも部分的に中継を挿入していた。一方BSフジではプレーボールの18:00から放送を開始し、関西テレビ及び岡山放送の放送終了直前の20:54からサブチャンネルに切り替え、試合終了後の22:00過ぎまで中継した。この中継では岡山放送も関西東通とともに制作協力として関与した。
2021年8月17日のヤクルト対巨人戦（松山坊っちゃんスタジアム）はフジテレビONE・BSフジと映像は共通ながら、『FUJI presents BASEBALL LIVE』の番組名で、解説：川崎憲次郎、実況：堀本直克（テレビ愛媛アナウンサー）　リポーター：内木敦也（テレビ愛媛アナウンサー）の布陣でテレビ愛媛が実況を自社制作して19:00 - 20:54枠（火曜日のためローカルセールス枠）で放送した。2022年4月12日に同球場で開催のヤクルト対広島戦も前述の出演者（川崎・堀本・内木）で自社制作したが、同日はテレビ新広島でも別途自社制作したため（解説：山内泰幸、実況：深井瞬。翌13日も自社制作＝解説：山内、実況：野川諭生）、フジテレビONE（解説：谷繁元信、実況：田淵裕章）も含めて三重制作となった。翌年以降も同様の体制で火曜日の試合を自社制作で中継し、引き続き解説者に川崎を起用している。
TVQ九州放送（TVQ／テレQ・テレビ東京系列）の『テレQスーパースタジアム』でヤクルトやオリックス主催のソフトバンク戦を中継する際には、2023年以降系列外ながらフジテレビや関西テレビが公式ロゴで製作協力としてクレジットされている。

### 地上波以外
フジテレビ系列局がない青森県・山梨県・山口県・徳島県でもケーブルテレビの区域外再放送で視聴することができる。

#### BSフジ
- 2016年からは『BSフジLIVE プロ野球（西暦）』の独自タイトルで放送。同局では開局翌年の2001年にヤクルトおよび横浜（現：DeNA）主催試合を中心とした『BS FUJIハイビジョンナイター』を放映していたが、僅か1年で放送終了となり、その後は『オールスターゲーム』・『日本シリーズ』等の一部試合を中継していたが、地上波中継が減少した2008年頃からヤクルト対巨人戦の中継を開始し、2015年からは中継本数が増加した。現在は神宮球場や地方球場開催試合のナイターを中心にフジテレビONE『SWALLOWS BASEBALL L!VE』との同時ネットで放送しており、同年からはヤクルトがクライマックスシリーズのファーストステージまたはファイナルステージに出場する試合（後者については日本シリーズ進出が懸かった試合をナイター開催かつ地上波全国ネットで中継する場合、同年はトップ中継を編成し、2021年以降は地上波との並列放送を実施[注釈 68]）も中継する他、2016年からは対巨人戦以外の試合も中継する。
- ヤクルト戦以外の試合で2015年からは東海テレビ制作の対中日戦（対巨人戦かつ地上波東海3県ローカルとは別制作）とテレビ新広島制作の対広島戦（対巨人戦かつ地上波広島県ローカルとの同時放送だが、2017年以降はスコア表示[注釈 69][注釈 70]、2018年以降はテーマソング[注釈 71]をフジテレビ側で差し替え）、2020年からは関西テレビ制作の対阪神戦（地上波関西ローカルとの同時放送で、スコア表示をそのまま使用し、プレゼント企画も応募可能としているが、テーマ曲は原則として『JAGUAR'13』に差し替え）も地上波ローカル（対中日戦を除く）・フジテレビONEまたはフジテレビTWO（対巨人戦のみ）との同時ネットで何れも放送している。なお、関西テレビ制作の阪神主催試合がBSフジで放送されたのは2017年9月9日の対DeNA戦（BS単独放送[注釈 72]）のみだったが（BS放送はNHK BS1[注釈 73]が放送）、2010年代に入ってからは在京キー局系のBS放送局でも放送されるようになり、その流れで2020年からのBSフジでの中継に関西テレビ制作の阪神戦も放送対象に加えられている。

パ・リーグ
- 交流戦を含むパ・リーグ主催試合の中継で、2013年から2015年までは土曜デーゲームでの地上波関東ローカルからのリレー中継が中心で、完全生中継は2007年6月16日の交流戦の『ソフトバンク対巨人』（テレビ西日本制作[注釈 74]）、2013年6月22日の『ロッテ対日本ハム』のみだったが、2016年からは関西テレビ制作のオリックス戦[注釈 75]（地上波関西ローカルでは交流戦の対阪神戦のみ生中継かつ地上波同時放送[注釈 76]〈ナイター開催時は一部時間帯は裏送り〉、それ以外はBSフジへの裏送りによる生中継放送後に再編集して地上波関西ローカルで当日深夜に録画中継で放送）を放送しており、2017年からは北海道文化放送制作の日本ハム戦とテレビ西日本制作のソフトバンク戦も地上波ローカル（前者は北海道ローカル、後者は福岡県ローカルまたは九州沖縄ブロックネット）との同時ネットで放送している[注釈 77]。また、2021年からは球団制作中継の映像を利用する形で西武戦も独自制作[注釈 78]で放送している。

その他
- スコア表示は、ヤクルト戦・中日戦・広島戦はフジテレビ仕様（中日戦・広島戦は地上波用〈配球チャート・球種・次回打者3人の顔写真は省略〉を、ヤクルト戦は動画と表示内容を簡略化したデザイン〈効果が簡略化されてフォントが異なる他、配球チャート・球種とホームランテロップを省略。対戦投手・打者は2023年から表示〉を、地上波とのリレー中継は配球チャート・球種・顔写真もを含んだもものを各々使用する）を使用し、西武戦はスコア表示が入った球団制作映像をそのまま使用する[注釈 79]。一方で阪神戦・日本ハム戦・オリックス戦・ソフトバンク戦は制作局仕様をそのまま使用するため、オープニングの対戦カードと出演者をフジテレビでの表示としている関西テレビ制作分以外ではオープニングタイトルで制作局の番組名がそのままクレジットされることがある他、制作局が独自企画を実施する際はBSフジに配慮して、BSフジでの非ネットの時間帯やCM中に実施する形式を採っている。

- これまで放送時間内に試合が未終了となった場合、最大1時間の延長オプションを設けていた（日によっては延長オプションを設定しなかった試合もあった）が、2020年8月14日の「ソフトバンク対オリックス」（テレビ西日本制作）のデーゲーム（14:00 - 17:00）では17時までに試合が終わらなかったため、17時からは臨時放送用の188ch（SD画質）にて放送。これ以降のパ・リーグの中継でも同様の形態で放送された他、2021年は17:30開始（ヤクルト戦）または17:45開始（中日戦）の試合でも18時の放送開始までは188chで放送する形態を取っていた。2022年からは放送時間内に試合が終了せず、延長が発生した場合は182chにて試合終了まで放送する形態をとり、マルチチャンネル放送開始前には、イベントリレー機能を利用して181ch→182chへの誘導案内を実施している（なお、2018年12月1日に開局したBSフジ4Kではマルチチャンネル放送は実施しない）。

- 他局で行っているトップ&リレー中継では2013年から2015年のパ・リーグ主催試合（地上波関東ローカルからのリレー）・2015年のセ・リーグクライマックスシリーズファイナルステージ「ヤクルト対巨人」の第4戦のみで行い、その後は行われていなかったが2023年5月16日のヤクルト対巨人戦（静岡草薙）では地上波フジテレビ系でも放送する事から[11]18時台のみをトップナイターとして放送した（地上波中継内で試合が終わらなかったため21時以降は182chで試合終了まで放送）[12]。なおこれ以降も地上波フジテレビ系列（ナイターは全国ネット・デーゲームは関東ローカル）での放送時に随時トップ&リレー中継を実施している[13][14]。

- 同年はヤクルトのセ・リーグ連覇[15]が近いことに加えて（9月25日にリーグ優勝[16]。）、村上宗隆が日本人最多タイとなるシーズン55本塁打を放ち[17]、プロ野球歴代最多記録の達成や令和初の三冠王の獲得も視野に入れていることから（10月3日に56本塁打を放ち、三冠王も獲得[18]。）、BSフジでは9月22日から10月3日に開催されるヤクルト主催6試合の完全生中継を182chで放送する事を9月16日に発表[注釈 80]。なお、BSフジでの野球中継を試合開始から終了まで182chで放送するのは、開局以来初の試みとなった[19][20]。なおこれ以降もヤクルト選手の重要な試合を完全生中継で放送する際は182chで放送している[21]。

#### CS放送（フジテレビONE・フジテレビTWO・フジテレビNEXT）
- フジテレビONE（以下「ONE」）・フジテレビTWO（以下「TWO」）またはフジテレビNEXT（以下「NEXT」）ではフジテレビ系列が放映権を持つ、中日（東海テレビ制作）・阪神（関西テレビ制作）・広島（テレビ新広島制作）対巨人戦を完全生中継で放送しており[注釈 81]、タイトルは『プロ野球中継（西暦）』としている。なお、ヤクルト主催試合開催日は「TWO」で、ビジター開催時は「ONE」で、ヤクルト・西武主催試合開催日は「NEXT」で生中継し、ONEまたはTWOで深夜に録画中継で放送されるが、さらに「NEXT」でも『F1グランプリ』など他競技を放送する場合は、J SPORTSやスポーツライブ+など他チャンネルへの振り替えを随時行う。なお、J SPORTSへの振り替え放送時にBSフジでも放送する場合は、J SPORTSでもフジテレビ地上波仕様から配球チャート・球種を省略したものをそのまま使用している。

- 2005年までは地上波全国放送開始・終了時刻に合わせたトップ&リレー中継（リレー中継は最大で21時09分、2005年7月までは21時20分までに終了しなければ実施）だったが、2006年からは完全生中継[注釈 82]での放送を開始し、差し替え放送が行われる系列局の視聴者も視聴可能となった。

- スカパー！およびスカパー!プレミアムサービスの「プロ野球セット」の加入者は通常は「ONE」のみ視聴可能だが、「TWO」に関してはこの番組と関連番組のみ視聴可能。また、2005年まではノンスクランブル放送だった。

- 阪神戦・広島戦は地上波同時放送で、阪神戦はスコア表示・テーマソング共に自社仕様とフジテレビ仕様で混在するか、テーマソングのみをフジテレビ側で全編差し替えのいずれかとなり、広島戦は対巨人戦以外のJ SPORTSでの中継と同様に、2017年以降はスコア表示を、2018年以降はテーマソングをフジテレビ側で差し替える。中日戦については対巨人戦以外のJ SPORTSでの中継同様に地上波向けとは別制作（対巨人戦以外のJ SPORTSでの中継同様に東海テレビが実制作を担当する）で放送し、スコア表示・テーマソング共にフジテレビ仕様を使用する。

- 韓国では、同国出身の選手・李承燁が日本球団に移籍してから、特に2006年に千葉ロッテから巨人への移籍後は人気が上昇しているため、SBSのケーブルテレビチャンネル『SBS ESPN』で毎日、SBSの地上波でも時々巨人戦を中継していた。SBSは日本で放送されている中継映像をそのまま受信し同時放送しており、フジテレビや系列局が制作した中継も例外ではなかった。2011年には李承燁がオリックスに移籍したものの、SBSは引き続き巨人戦に代わってオリックス戦の中継を継続していた。

- 2012年9月18日の中日対巨人はテレビ愛知（テレビ東京系列）が放映権を持っており本来はJ SPORTSでの生中継だが、J SPORTSが編成の都合上生中継できないためONEで振替放送を行った（J SPORTSでは録画放送）。

- 2016年8月2日には、西武主催試合をTWOで中継を開始するようになってから初めて、ヤクルト・西武の両主管試合（ONE=「ヤクルト対広島」、TWO=「西武対ソフトバンク」）と、東海テレビが放映権を持つ「中日対巨人」がすべて重複したため、ヤクルト・西武の両主管試合はそれぞれ生放送としたうえで、「中日対巨人」の試合は、BSフジで当日18:00 - 20:55まで生中継した内容を、ONEで3日 1:00 - 5:59までの間、CS初回となるディレー中継を行った。

- 2018年4月3日（ONE=「ヤクルト対広島」、TWO=「西武対ソフトバンク」）・同年6月29日（ONE=「ヤクルト対阪神」、TWO=「西武対楽天」）・2019年8月6日（ONE=「ヤクルト対阪神」、TWO=「西武対楽天」）・2021年5月21日（ONE=「ヤクルト対DeNA」、TWO=「西武対日本ハム」）・同年8月27日と28日（ONE=「ヤクルト対DeNA」、TWO=「西武対日本ハム」）も同様に重複が発生したため「中日対巨人」は、2018年6月29日開催分はJ SPORTSで生中継を、TWOで深夜の録画中継を各々放送し、他の日はBSフジ・NEXTで生中継を行い、ONEで深夜に録画中継を行った。なお、2021年8月27日と28日開催分はスポーツライブ+で生中継を、ONEで深夜の録画中継を各々放送した。この場合でもスコア表示はフジテレビ地上波仕様（配球チャートと球種は省略）を使用している。

- 2022年7月14日の阪神対巨人戦は、地上波はサンテレビが、BS放送はNHK BS1が各々放映権を持っていて、本来はGAORAまたはスカイAでの生中継（通常はTigers-ai制作分を放送）だが、GAORA・スカイA共に編成の都合上で生中継できないため、ONEで放送するという、阪神主催試合では異なるチャンネルでの制作・放送する異例のケースが発生した。実況と解説は関西テレビ側で用意したが、映像についてはスコア表示がそのまま入ったTigers-aiの映像を使用した一方、テーマソングは『JAGUAR '13』を使用した。このため、制作クレジットは、関西テレビとTigers-aiが制作協力扱いで、フジテレビが制作著作として表示された。

#### ネット配信（FOD）
2025年よりFODが横浜DeNAベイスターズ主催試合の放映権を取得し、LIVE配信・見逃し配信を開始した。制作著作はフジテレビ・横浜DeNAベイスターズ。解説は主にフジテレビと契約している横浜OBが担当し、実況はフジテレビアナウンサーに加え、塩原恒夫など元フジテレビのフリーアナウンサーも担当する。映像はTBSテレビ・TBSアクト・TBSスパークル制作の公式映像を基本としているが、スコア表示はフジテレビの簡略化版デザインに付け替えている。

## 主題歌

### フジテレビ制作分
（BSフジおよびフジテレビONE･TWO･NEXT放送分を含む）
| 年度            | 曲名                       | アーティスト                   | 備考 |
| --------------- | -------------------------- | ------------------------------ | --- |
| - 1985年        | ライツアウトマーチ（消燈） | アール・エレソン・マッコイ作曲 | |
| 1986年 - 1997年 | フジテレビ・スポーツテーマ | 新田一郎（スペクトラム）作曲   | 1990年までは1986年当時の『プロ野球ニュース』『東京国際マラソン』などと同じスローテンポの曲だったが、1991年からは速いテンポの曲に変わった。末期はラップも使っていた。 |
| 1998年 - 2007年 | JAGUAR                     | 春畑道哉 (TUBE)                | 発表当時春畑本人はCD発売を希望していたが、後述のCDが出るまで「野球中継以外の用途での使い回しを避けたい」というフジテレビの意向で発売できなかった。 2005年のナイター祭りの時のみ Zeebra Feat. GK MARYAN「Field Of Dreams (Beat Park Anthem)」を使用。 このオリジナル版は2014年12月3日に発売された『フジテレビ開局55周年記念 LEGENDARY SPORTS ANTHEM』（ポニーキャニオン）に「フジテレビ・スポーツテーマ」と共に収録された。                                         |
| 2008年 - 2012年 | JAGUAR '08                 | 春畑道哉 (TUBE)                | 「JAGUAR」のアレンジ替え。同年12月24日発売の春畑のベスト・アルバムである『BEST WORKS 1987-2008 〜ROUTE86〜』に収録された。 プロレスラー・金本浩二の入場テーマ曲や、ファジアーノ岡山の先発メンバー紹介のBGM、TOKYO MX・「がんばろう東北」東北楽天ゴールデンイーグルス野球中継エンディングテーマとしても使用された。 |
| 2013年 -        | JAGUAR '13                 | 春畑道哉 (TUBE)                | 「JAGUAR」のアレンジ替え。同年5月29日にJAGUARシリーズで初めてシングル盤としてリリースされた。 2013年は、フジテレビ・BSフジではオープニングムービーから対戦カード表示まではタイトルコール入りのオリジナルBGMを使用し、中継本編の開始時と終了時に流れたが、2014年からはオープニングムービーでも再び使われるようになった。 秋田放送（日本テレビ系）「第79回全県少年野球大会」（2013年7月30日に『情報ライブ ミヤネ屋』を休止して放送）でも中継テーマ曲として使われた。 |

### 東海テレビ制作分（東海3県ローカル）
東海テレビ(東海3県ローカル)の中継では、2014年から以下に挙げた独自のテーマ曲が使用されていた。2022年からフジテレビと同じ「JAGUAR'13」を使用した。
| 年度            | 曲名                               | アーティスト | 備考                   |
| --------------- | ---------------------------------- | ------------ | ---------------------- |
| 2014年          | Hello, Happy Chance!               | ポタリ       | CDは会場限定で販売。   |
| 2015年･2016年   | stand hard! 〜オレらの憧れ竜戦士〜 | BOYS AND MEN | ドラHOT+は引き続き使用 |
| 2017年 - 2021年 | ドラMAX!!! 〜オレらの憧れ竜戦士〜  | BOYS AND MEN | ドラHOT+は引き続き使用 |

### 関西テレビ制作分（関西ローカル）
関西テレビの関西ローカル中継では、1995年･2004年から以下に挙げた独自のテーマ曲が使用されており、BSフジが阪神・オリックスのいずれかの主催カード（両者の対戦を含む）を、テレビ新広島が対広島戦を、北海道文化放送が対日本ハム戦を同時ネットする場合も差し替えずにそのまま配信されている（テレビ新広島は別制作の場合、下記の自社のテーマ曲に差し替え）。なお、BSフジでは裏送り時間帯のオープニングとエンディングのみ『JAGUAR'13』を使用するため（フジテレビ・BSフジ送出）、両社のテーマ曲が混在する形態となることがあったが、2022年の阪神対巨人戦では、テレビ新広島制作分に準じてBSフジでは全編テーマ曲を差し替える対応を取った（スコア表示とプレゼント企画は関西ローカルと同一）。
なお、2017年から2019年までテーマ曲は使用されていなかった。
オープニングムービーを製作した年度は、阪神戦用とオリックス戦用（2004年までは近鉄戦用も）とが用意され、セ・パ交流戦で両者が対戦する場合（過去のオリックスと近鉄の対戦も）は、主催球団側のものを使われていた。オープニングムービーは2016年をもって廃止され、2017年からは中継映像からスタートしている。(画面下部に球場名のみ表示。当初は関西テレビのキャッチコピー「超えろ、カンテレ」が表示され、変形して球場名の表示に切り替わっていた)
| 年度           | 曲名                                                             | アーティスト                    | 備考                                                                    |
| -------------- | ---------------------------------------------------------------- | ------------------------------- | ----------------------------------------------------------------------- |
| 1995年         | JINGO                                                            | FKW                             | 日本シリーズ第1戦の中継でも使用（タイトルコールのみフジテレビに準拠）。 |
| 2004年         | Lover Boy                                                        | 倉木麻衣                        | シングル「明日へ架ける橋」に収録。                                      |
| 2005年         | ゼンシン・イン・ザ・ストリート                                   | ウルフルズ                      | アルバム「9（ナイン）」に収録。                                         |
| 2006年         | オリジナル曲                                                     | 不明                            |                                                                         |
| 2007年         | 阪神タイガース戦…PLAYERオリックス・バファローズ戦…これからの日々 | ガガガSP                        | どちらもシングル「野球少年の詩」に収録。                                |
| 2008年         | まだまだ                                                         | ET-KING                         | アルバム「SOUL LAUNDRY」に収録。                                        |
| 2009年         | 美しき日々よ                                                     | 清水翔太                        |                                                                         |
| 2010年         | WELCOME TO THE BASEBALL PARK                                     | JAY'ED                          |                                                                         |
| 2011年         | 悲しみよ、明日の星になれ                                         | 馬場俊英                        |                                                                         |
| 2012年         | 崖っぷちファイター                                               | 近藤夏子                        |                                                                         |
| 2013年・2014年 | 黄金時代                                                         | ザ・クロマニヨンズ              |                                                                         |
| 2015年         | ど真ん中                                                         | ウルフルズ                      |                                                                         |
| 2016年         | 終わらないストーリー                                             | THEイナズマ戦隊                 |                                                                         |
| 2020年         | 飛行挺                                                           | King Gnu                        | 配信シングル                                                            |
| 2021年         | One Shot, One Mind                                               | Fear, and Loathing in Las Vegas | 配信シングル                                                            |
| 2022年-2023年  | ダンシングタンク♡                                                | ももいろクローバーZ             |                                                                         |
| 2024年         | はじめから自由だった                                             | ハンブレッダーズ                |                                                                         |
| 2025年         | Re:make                                                          | ONE OK ROCK                     |                                                                         |

### テレビ新広島制作分（広島県ローカル）
テレビ新広島の広島県ローカル中継では、2018年から以下に挙げた独自のテーマ曲が使用されている。
| 年度            | 曲名         | アーティスト     | 備考                                               |
| --------------- | ------------ | ---------------- | -------------------------------------------------- |
| 2018年 - 2024年 | 明日を鳴らせ | ゆるふわリムーブ | 本番組を含むスポーツ関連番組のテーマ曲として使用。 |
| 2025年 -        | ずきゅん。   | 楓子             | 同上                                               |

### 北海道文化放送制作分（北海道ローカル）
北海道文化放送の北海道ローカル中継では、『F-PARK LIVE』として放送した2022年・2023年に以下に挙げた独自のテーマ曲が使用されていた。2024年から再びフジテレビと同じ「JAGUAR'13」を使用している。
| 年度            | 曲名            | アーティスト | 備考                                     |
| --------------- | --------------- | ------------ | ---------------------------------------- |
| 2022年 - 2023年 | We are FIGHTERS | HARTY        | 北海道日本ハムファイターズ公式応援ソング |

## 出演者

### 解説者
※印付きの解説者は、ローカル中継にも登場するが、フジテレビ・BSフジ兼任者。◎印付きの解説者は『プロ野球ニュース（フジテレビONE）出演兼任。
全国ネットでは『フィールドナビゲーター』の肩書きで解説者がベンチリポートを務める場合がある（主にフジテレビ主導の場合）。

#### フジテレビ・BSフジ
レギュラー出演解説者（原則として公式サイトに掲載。本数契約に移行後も専属に近い立場の人物を含む）
- 江本孟紀（1982年 - 。四国アイランドリーグplus高知ファイティングドッグス総監督・ニッポン放送解説者兼）※系列応援や年度により系列外出演（テレビ愛知など）あり ◎
- 平松政次（1985年 - 。tvk・DAZNのDeNA戦解説者兼。かつてはニッポン放送解説者兼）◎
- 大矢明彦（1986年 - 1992年、1998年 - 2006年、2010年 - 。ニッポン放送解説者兼）◎
- 谷沢健一（1987年 - 1993年、1996年 - 。東海テレビ・J SPORTS解説者兼。かつては東海ラジオ・ニッポン放送解説者兼）◎
- 田尾安志（1992年 - 2004年、2006年 - 。東海テレビ・カンテレ・ニッポン放送・J SPORTS解説者兼）※系列応援や年度により系列外出演（テレビ愛知など）あり ◎
- 達川光男（1993年 - 1994年、1996年 - 1997年、2001年 - 2002年、2004年 - 2013年、2016年、2019年 - テレビ新広島・J SPORTS解説者兼。かつてはニッポン放送・MBSラジオ解説者兼）その他、※系列応援や本数契約での系列外出演（日本テレビ・東日本放送・広島ホームテレビなど）あり。◎
- 齊藤明雄（1994年 - 1995年、2000年 - 2006年、2009年 - 2012年、2015年 - 。tvk・J SPORTS・DAZNのDeNA戦解説者兼。かつてはニッポン放送解説者兼）◎
- 高木豊（1997年 - 2000年、2002年 - 2011年、2014年 - 。札幌テレビ放送[注釈 83]・STVラジオ・DAZNのDeNA戦解説者兼）※系列応援あり ◎
- 池田親興（1997年 - 。テレビ西日本・スポーツライブ+〔ソフトバンク球団制作〕解説者兼）◎
- 斎藤雅樹（2004年 - 2005年、2019年 - 。日本テレビにも日テレジータス向け中継に出演）◎
- 谷繁元信（2017年 - 。メ～テレ・tvk・ニッポン放送・東海ラジオ・MBSラジオゲスト解説者兼）◎
- 真中満（2018年 - 。ニッポン放送解説者兼）※DeNA対ヤクルト戦を中心にBS-TBS/TBSチャンネルにも、ヤクルト主催試合を中心にBS朝日（テレビ朝日制作）にも出演 ◎
- 五十嵐亮太（2021年 - 。 日本テレビ・テレビ朝日・テレビ東京〈いずれも系列BS・CS放送含む〉・仙台放送解説者兼) ◎

ニッポン放送と兼任する解説者が多い。また、平松・谷沢・達川・齊藤・大久保もかつてはニッポン放送の解説者であった。一方でかつては別所毅彦、豊田泰光、仁志敏久など文化放送と兼任する解説者も存在したが、豊田が降板して以降は、専属解説者では文化放送と兼任する者はいない。なお、上記には当初専属だったのが後年の中継本数減少により本数契約扱いに移行して、他系列局の中継に出演している解説者もいる。
また、『S-PARK』までの地上波スポーツ情報番組には上記のフジテレビ専属解説者が最低1名は必ずレギュラー出演していたが、2024年に放送再開した『すぽると』には上記フジテレビ専属解説者の出演予定がなく、フジテレビ専属解説者の地上波スポーツ情報番組のレギュラーでの出演が途切れることとなった。
以下はゲスト解説者・本数契約・系列局からの応援として出演のため、公式サイトには掲載されていないがフジテレビ地上波中継やBSフジの独自制作中継に出演した実績がある人物（中継予定に掲載）。フジテレビの専属契約ではないので、系列局専属でない場合は他系列局の中継にも出演する場合もある。
- 野村弘樹（2012年 - 。ラジオではニッポン放送と専属契約。BS-TBS/TBSチャンネル、テレビ神奈川、読売テレビにも出演）◎
- 山﨑武司（2014年 - 。ラジオでは東海ラジオ・ニッポン放送・東北放送<TBCテレビ・TBCラジオ、本数として出演>と専属契約。系列局では東海テレビを中心に出演）※フジテレビ・仙台放送については年度により出演有無あり
- 里崎智也（2018年 - 。ラジオではニッポン放送と専属契約。チバテレ・ロッテ球団制作中継にも出演）◎
- 古田敦也（2008年 - 。現役引退後、年度により出演有無あり。2017年はクライマックスシリーズファイナルステージ第2戦に出演）※テレビ朝日・BS朝日にも出演
- 野茂英雄（2015年 - 。カンテレ解説者）
- 山内泰幸（2015年 - 。テレビ新広島解説者。系列応援で広島出場時のクライマックスシリーズや日本シリーズに出演）
- 鈴木健（2021年 - 。テレ玉・西武球団制作中継解説者兼。2021年5月22日にBSフジで放送の西武対日本ハム戦に出演）
- 山本昌（2022年 - 。東海テレビ・東海ラジオ・ニッポン放送解説者兼。日本テレビ・中京テレビにも出演）◎
- 工藤公康（2022年 - 。テレビ西日本・九州朝日放送・日本テレビなどにも出演。2022年の出演開始から、フジテレビ系列で放送される日本シリーズ中継に毎年出演をしている。なお、交流戦やポストシーズンの試合には、ニッポン放送に出演する事もある[22][23]。）
- 館山昌平（2022年 - 仙台放送・文化放送（2024年より）解説者兼）◎
- 鳥谷敬（2023年 - 日本テレビゲスト解説者・MBSラジオゲスト解説者兼、また2024年6月より『すぽると』の解説者としても出演。）◎
- 岩隈久志（2024年 - 同上。また、『すぽると！on TVer』にも隔週木曜レギュラー出演。テレビ東京・日本テレビゲスト解説者兼。）
- 元木大介（2024年 -）
  - 山本昌と工藤は、2022年6月25日に「野球伝来150年メモリアル～レジェンド集結! 日本野球が目指す道～」として関東ローカルで放送のヤクルト対巨人戦デーゲーム中継の主音声（実況：立本信吾）に出演した（副音声＝解説：谷繁元信、ゲスト：中居正広・山崎弘也、実況：田淵裕章）。
- フジテレビONEのヤクルト戦のみ出演の解説者は『SWALLOWS BASEBALL L!VE』の項目を、フジテレビTWOの西武戦のみ出演の解説者は『LIONS BASEBALL L!VE』の項目を参照。

メジャーリーグ中継
- アキ猪瀬（2012年 - 。MLBアナリスト。ニッポン放送・J SPORTS解説者兼）
- 高橋尚成（2019年 - 。NHK BS1のメジャーリーグ中継、日本テレビ〈主に衛星波〉のNPB中継解説者兼）
- 川﨑宗則（2021年 - 。ベースボール・チャレンジ・リーグ栃木ゴールデンブレーブス内野手、テレビ東京・ニッポン放送・J SPORTS解説者兼）

##### 過去の解説者
ニッポン放送・文化放送やNRN・FNS系列局との兼任が多かった。また地上波中継が多かった時代には、下記の他にもテレビでの専属契約を結んでいないプロ野球OB（大沢啓二・パンチ佐藤・西本聖・広澤克実・元木大介など）やスポーツジャーナリスト（小関順二など）・タレントをゲスト出演させることがあった。また要員の都合によっては、東海テレビ・関西テレビ・テレビ新広島・テレビ西日本と契約の解説者（フジテレビも兼任）とフジテレビアナウンサーの実況という形式で、ヤクルトまたは大洋→横浜or中日or阪神or広島対巨人戦全国中継を放送することがあった。
- 荒川博（1971年 - 1972年、1977年 - 1984年。文化放送解説者兼）
- 阿波野秀幸（2022年。ミヤギテレビ・tvk・日テレジータス解説者兼）◎
- 池山隆寛（2003年 - 2004年。ニッポン放送解説者兼）
- 飯島滋弥（1959年 - 1966年。ニッポン放送・文化放送・ラジオ関東・日本短波放送解説者兼）
- 石井一久（2014年 - 2018年）ニッポン放送解説者
  - 2018年9月の楽天ゼネラルマネージャー就任後は同年11月の日米野球にゲスト出演。
  - 2024年より『すぽると！on TVer』にも火・土曜にレギュラー出演。
- 伊東一雄（1992年 - 2002年。ニッポン放送解説者兼）
- 井端弘和（2022年 - 2023年。東海テレビ・東海ラジオ・ニッポン放送解説者兼。CBCテレビやTBSチャンネルにも本数契約で出演。）◎
- 岡本伊三美（1973年 - 1981年。関西テレビ解説者兼）
- 大石大二郎（1998年 - 2002年。関西テレビ解説者兼）
- 大久保博元（2000年 - 2007年、2016年 - 2022年。2007年までニッポン放送解説者兼）
- 大崎三男（1961年 - 1978年。関西テレビ解説者兼）
- 大下弘（1962年 - 1967年。関西テレビ解説者兼）
- 大杉勝男（1984年 - 1989年。ニッポン放送解説者兼）
- 大田卓司（1987年 - 1989年。文化放送解説者兼）
- 尾花高夫（1992年 - 1994年。1993年までニッポン放送解説者兼）
- 片岡篤史（2007年 - 2009年、2013年 - 2015年、2019年 - 2021年。関西テレビ・北海道文化放送・GAORA解説者兼。解説復帰後は2021年時点では公式サイトに非掲載）
- 金村義明（2000年途中 - 2017年まではフジテレビ専属契約で公式サイトにも掲載、2018年から2022年まではフリーとして本数契約。カンテレ・MBSラジオ・J SPORTSにも出演）[24]
- 加藤初（1991年 - 1994年。ニッポン放送解説者兼）
- 加藤博一（1991年 - 2007年。）
- 加藤英司（1988年 - 1994年。関西テレビ・ラジオ大阪解説者兼）
- 金田正一（1979年 - 1981年。ニッポン放送解説者兼。後に日本テレビ解説者・ロッテ監督を経てフリー）
- 河村保彦（1972年 - 1984年。東海テレビ・東海ラジオ解説者兼）
- 清原和博（2009年、日本シリーズでのゲスト解説[25]）
- 楠安夫（不明 - 1967年。ニッポン放送・文化放送解説者兼）
- 児玉利一（1959年 - 1975年。関西テレビ解説者兼）
- 古葉竹識（1986年、ゲスト扱い〈日本テレビにも巨人対広島戦を中心に出演〉。後に東海テレビ放送〈ローカル放送のみ〉解説者）
- 小森光生（1972年 - 1973年。ニッポン放送解説者兼）
- 近藤和彦（1978年 - 1981年、1987年 - 1988年。ニッポン放送解説者兼）
- 権藤博（1984年 - 1987年、1994年 - 1996年。東海テレビ・東海ラジオ解説者兼）
- 鈴木孝政（1990年 - 1994年、1998年 - 2003年、東海テレビ・東海ラジオ解説者兼）
- 柴田勲（1986年 - 1994年。ニッポン放送解説者兼。後にRFラジオ日本解説者）
- 島田源太郎（1974年 - 1977年。仙台放送解説者兼）
- 島田誠（1992年 - 1996年。テレビ西日本・ニッポン放送・文化放送解説者兼）
- 新庄剛志（2009年、日本シリーズでのゲスト解説[25]）
- 杉下茂（1967年。東海テレビ・東海ラジオ解説者兼）
- 関口清治（1984年 - 不明。テレビ西日本解説者兼）
- 関根潤三（1985年 - 1986年、1990年 - 2018年。ニッポン放送解説者兼）[注釈 85]
- 高津臣吾（2011年 - 2013年。2013年はニッポン放送・J SPORTS解説者も兼任。ヤクルト二軍監督時代も2019年8月9日にフジテレビONEのヤクルト戦に出演）
- 立浪和義（2010年 - 2021年。公式サイトには2018年より掲載。日本テレビ・中京テレビ・CBCテレビ・CBCラジオ・東海テレビ解説者兼）
- 田村信三郎（1971年。関西テレビ解説者兼）
- 津田一男（1976年。中国新聞社理事・テレビ新広島解説者兼）
- 土井淳（1974年 - 1977年、1982年 - 1984年、1992年途中 - 1994年。ニッポン放送解説者兼）
- 土橋正幸（1974年 - 1983年、1987年 - 1991年、1993年 - 1994年。ニッポン放送解説者兼）
- 豊田泰光（1977年 - 1986年、1992年途中 - 2000年。本数契約は2001年 - 2002年。文化放送解説者兼）
- 中原宏（1975年）
- 仁志敏久 (2011年 - 2020年、2024年。J SPORTS・TBSチャンネル解説者兼)
- 西本聖（1995年。文化放送解説者兼）
- 西本幸雄（1982年 - 2003年。関西テレビ・ニッポン放送解説者兼）
- 二出川延明（1963年）
- 野口正明（1969年 - 1970年、1989年 - 1991年。テレビ西日本・RKB毎日放送解説者兼）
- 服部受弘（1959年 - 1976年。ニッポン放送・文化放送解説者兼）
- 浜崎真二（1961年 - 1962年）
- パンチ佐藤（1995年。ニッポン放送解説者兼）
- 平光清（1995年。ニッポン放送解説者兼）
- 藤川球児（2021年3月29日）NHK解説者・日本テレビ・読売テレビ・カンテレ・ABCテレビ・サンテレビゲスト解説者・阪神球団スペシャルアシスタント
  - 2021年よりフジテレビ制作の『S-PARK』にも定期的に出演。2024年再開の『すぽると』にも『S-PARK』から継続出演。
- 藤波行雄（1988年 - 2000年。東海テレビ・東海ラジオ解説者兼。後に三重テレビ放送・J SPORTS解説者。キー局兼任を外れた）
- 別所毅彦（1971年 - 1999年。文化放送解説者兼）
- 別当薫（1982年 - 不明。）
- 星野伸之（2003年 - 2005年。関西テレビ解説者兼）
- 松中信彦（2022年 - 2024年。福岡放送・テレビ西日本・MXテレビ・スポーツライブ+〔ソフトバンク球団制作〕解説者兼）[注釈 86]
- 松沼博久（1991年 - 1994年、ニッポン放送解説者兼。現・仙台放送・フジテレビTWO解説者）
- 水野雄仁（1997年 - 1998年。1998年はニッポン放送解説者兼）
- 水谷実雄（1986年。関西テレビ解説者兼）
- 宮寺勝利（1975年 - 不明。テレビ西日本解説者兼）
- 村田辰美（1996年 - 2002年。関西テレビ・ラジオ大阪解説者兼）
- 森永勝也（1976年 - 1992年。テレビ新広島解説者兼）
- 安居玉一（1959年 - 不明。）
- 八木沢荘六（1996年。ニッポン放送解説者兼）
- 山根俊英（1959年 - 1967年。ニッポン放送・文化放送解説者兼）
- 山本一義（1986年 - 1988年。関西テレビ解説者兼）
- 吉田義男（1970年 - 1974年、1978年 - 1984年。関西テレビ解説者兼）
- 米田哲也（1982年 - 1984年、1987年 - 1992年途中。関西テレビ・ラジオ大阪解説者兼）
- 若生忠男（1971年 - 1974年、1979年 - 不明。テレビ西日本解説者兼）
- 若松勉（2006年 - 2008年。北海道文化放送・ニッポン放送解説者兼）

#### 北海道文化放送
専属契約解説者はおらず、いずれもフリー解説者の本数契約及びキー局・FNS各局からの系列応援となっている。
- 稲田直人（2013年 - 2021年、2025年 - ）在札各局・GAORA解説者兼任。本数契約
- 鶴岡慎也（2022年 - ）
  - BSフジへのネット時やテレビ新広島など系列局制作分にも出演
- 谷口雄也（2025年 - ）

##### 過去の解説者
- 山崎裕之（文化放送解説者兼）
- 松沼雅之（テレビ埼玉・文化放送解説者兼）
- 若松勉※（2006年より。初期は系列応援、現在は本数契約）
- 田尾安志※（2011年より、系列応援）
- 高木豊※（系列応援）
- 片岡篤史※（系列応援）
- 立浪和義※（本数契約）
- 広瀬哲朗（文化放送解説者兼。在札各局で解説）
- 光山英和（STVラジオ・GAORA解説者兼。本数契約）
- 岩本勉（文化放送解説者兼。在札各局で解説。フジテレビONEには『プロ野球ニュース』や『SWALLOWS BASEBALL L!VE』に出演）
- 芝草宇宙（2010年、GAORA解説者兼。本数契約）
- 金村暁（2012年 - 2015年、2023年 - 2024年）
- 建山義紀（2015年 - 2022年）
  - 2017年は以降BSフジへのネット時にも、2021年はテレビ新広島制作のビジターゲームにも出演
- 森本稀哲（2016年 - 2022年）
  - 2022年はBSフジの西武戦にも出演
- 武田勝（2018年 - 2019年。本数契約）
- 広澤克実（2015年5月26日）
- 清原和博（2022年5月27日）
  - 対巨人戦に出演。過去にはフジテレビ・関西テレビへの出演歴あり

#### 仙台放送
- 鉄平（2016年 - 2018年、2022年 - ）東北放送・楽天球団制作中継解説者
- 聖澤諒（2019年6月11日、2025年6月3日）
- 松井稼頭央（2025年6月3日）
- 平石洋介（2025年8月19日）

##### 過去の解説者
- 島田源太郎（ロッテの仙台本拠地時代に出演。1974年 - 1977年。在任当時フジテレビ兼）
- 松沼博久（文化放送・フジテレビTWO解説者兼）
- 江本孟紀※（系列応援）
- 田尾安志※（系列応援）
- 大久保博元※（系列応援）
- 山本昌
- 山﨑武司（年度により※および出演の有無あり）
- 五十嵐亮太※（2022年 - 2023年）
- 飯田哲也（2014年。本数契約）
- 永井怜（2016年 - 2019年。ミヤギテレビ・東日本放送・東北放送・楽天球団制作中継解説者兼）
- 牧田明久（2017年 - 2019年。楽天球団制作中継解説者兼）
- 礒部公一（2018年 - 2020年）
- 岩村明憲（2018年4月10日）
- 館山昌平（2019年10月7日、2021年11月6日）ゲスト解説
- 斎藤隆（2021年）
- 岩隈久志（2022年 - 2024年）

#### 東海テレビ放送
- 権藤博（1984年 - 1987年※、1990年※、1994年 - 1996年※、2009年 - 2011年、2013年 - ）●
- 谷沢健一※（1987年 - 1993年、1996年 - ）●
- 鈴木孝政（1990年 - 1994年※、1998年 - 2003年※、2005年 - 2011年、2014年 - ）●
- 田尾安志※（1992年 - 2004年、2006年 - ）
- 鹿島忠（2007年 - ）三重テレビ放送解説者●
- 山﨑武司（2014年 - ）2022年5月26日放送の中日対西武戦の交流戦中継は●
- 山本昌（2016年 - ）ラジオでは東海ラジオ・ニッポン放送と専属契約。テレビでは他系列出演あり[注釈 87]
- 岩瀬仁紀（2019年 - ）CBCテレビ・CBCラジオ・中京テレビ・サンテレビゲスト・NHKゲスト解説者
- 今岡真訪（2025年6月7日）
- 中嶋聡（2025年6月19日、同月21日）

##### 備考
普段のローカル中継では長らく解説者1名で放送していたが、2014年からは原則として2名体制で放送する。対巨人戦の地上波全国中継やビジターの系列局に同時ネットされる場合は、ビジター側を中心とした系列局の解説者が出演した例がある他（対広島戦での達川光男〔主音声〕・山内泰幸〔副音声〕など）、2011年以降の交流戦は相手チームOBをゲストに迎えて解説者2名で放送している（楽天戦:野村克也、西武戦:大塚光二、東尾修、ロッテ戦: 黒木知宏、小林宏之、オリックス戦:パンチ佐藤など系列専属以外からが多い）。フジテレビ地上波がある場合はフジテレビからも解説者が派遣され、2010年までは谷沢or田尾+その他のフジテレビ専属解説者1名という布陣となっていたが、2011年に立浪が『すぽると!』レギュラー解説者に加入して以降は、全国中継においては原則として立浪+その他のフジテレビ専属解説者1名という布陣に代わってきていた（まれに立浪の代わりに谷沢or田尾の場合もあり）が、2014年最初の全国中継は山崎と立浪が担当した。
●の解説者は東海テレビ制作・J SPORTS放送の中日戦およびフジテレビONE/TWOの中日対巨人戦にも登場する。尚、谷沢・田尾は2011年までは東海テレビ制作中継では地上波のみの出演、2012年はJ SPORTS放送分も担当したが、2013年は落合英二（フリー）と野口茂樹（東海ラジオ解説者）がJ SPORTS放送分に出演するようになったことと、権藤が復帰したため再び地上波のみの出演となった（田尾・谷沢は中日非関与の試合を含むテレビ新広島制作分でも地上波同時放送時に限りJ SPORTSへの出演あり）。2014年は野口がJ SPORTSに登場しなくなった代わりに、2年ぶりに谷沢・田尾がJ SPORTS放送分にも出演している他、2014年より解説者となった井上がJ SPORTS放送分を担当する。J SPORTS放送分は原則解説者一名での放送であるが、2015年5月15日の阪神戦は両球団のOBである久慈照嘉が井上と共に解説を担当した。
かつて鈴木孝政がフジテレビと兼任していた頃は、鈴木がメイン解説者としての位置づけで大半の試合の解説を担当し、谷沢や田尾は全国ネットとなる巨人戦での出演が中心（鈴木+谷沢or田尾or藤波or権藤という組み合わせが多かった）となっていた他、鈴木がフジテレビ系列全国中継（ヤクルト対巨人など）担当に廻った場合は、東海ラジオ解説者が担当する場合があった。鈴木がフジテレビ兼任を外れてからは、巨人戦以外での出演が少なかった谷沢や田尾がローカル中継の試合でも頻繁に登場するようになった一方、東海ラジオ単独契約解説者の本数契約出演は減少している。
藤波は2010年以降、東海テレビの地上波中継を担当しておらず、学生野球の指導に専念する直前は三重テレビおよびJ SPORTS向けが中心となっていた。
競合局の中部日本放送がCBCテレビ・CBCラジオを子会社として分社後は、東海テレビ・東海ラジオの解説者がCBCテレビにも本数契約で出演することがある。

##### 過去の解説者
- 国枝利通（日本テレビ系でネットしていた時代から継続）
- 森芳博※（1960年代、中日新聞記者。フジテレビ系列全国中継も担当）[26]
- 原田督三（1968年、ビジターへの個別ネットを含むローカル放送のみ。当時東海ラジオに社員として在職）[注釈 89]
- 河村保彦※（一時フジテレビ兼。後に三重テレビ。その後NHK名古屋放送局ローカル放送解説者を歴任）
- 杉下茂※（1967年。フジテレビ・東海ラジオ兼）
- 新宅洋志（1979年 - 1983年）
- 藤波行雄（1988年 - 2015年、三重テレビ放送解説者兼。以前は東海ラジオ・フジテレビ・J SPORTS解説者兼） ●
  - この他、上記の原田同様に東海ラジオの解説者（森本潔・上川誠二・古葉竹識など）もローカル放送（テレビ新広島など系列局への個別ネット時を含む）や三重テレビでの放送時に出演していた。
- 平野謙（2003年 - 2005年、2009年 - 2010年。札幌テレビ・STVラジオ・テレ玉<本数契約>解説者兼）かつては東海ラジオ放送・J SPORTS解説者兼。※2022年5月24日放送の中日対西武の交流戦にてゲスト解説者として出演。●
- 立浪和義（2010年 - 2021年）※本数契約
- 井上一樹（2014年 - 2019年。J SPORTS向けが主体で、地上波はローカル放送の副音声を担当）
- 井端弘和（2019年 - 2023年）◎
- 仁村徹（2019年。三重テレビ・東海ラジオ解説者兼。）
- 川相昌弘（2019年8月20日●）フジテレビONE向け中日対巨人戦に出演。

#### 関西テレビ放送（カンテレ）
- 田尾安志※（1992年 - 2004年、2006年 - ）
- 星野伸之（2003年 - 2005年※、2018年 - ）J SPORTS解説者
- 片岡篤史※（2007年 - 2009年、2013年 - 2015年、2019年 - 2021年、2025年 - ）
- 野茂英雄※（2015年 - ）年度により
- 掛布雅之（ゲスト解説 2018年 - 。阪神電気鉄道ハンシン・レジェンド・テラー＝HLT）
- 清原和博（ゲスト解説 2021年 - 。7月10日の阪神対巨人戦に出演。フジテレビには引退直後にゲスト出演経験あり）
- 岩田稔（2022年 - 。スカイ・A・GAORA・Tigers-ai・NHK大阪放送局解説者兼。阪神球団コミュニティアンバサダー）
- 鳥谷敬（ゲスト解説 2022年 - 。朝日放送テレビ・毎日放送・MBSラジオ・テレビ大阪・NHK大阪放送局・サンテレビ・日本テレビ・読売テレビ解説者兼。パナソニック野球部コーチ）
- 糸井嘉男（ゲスト解説 2023年 - 。阪神球団スペシャルアンバサダー）
- 能見篤史（ゲスト解説 2023年 - 。MBSラジオ・毎日放送・テレビ大阪・NHK大阪放送局・サンテレビ解説者兼）
- 福留孝介（ゲスト解説 2023年 - 。東海ラジオ・MBSラジオ・朝日放送テレビ・テレビ大阪解説者兼）※2023年はフジテレビ・東海テレビにもゲスト出演。
- 矢野燿大（ゲスト解説 2023年 - 。ラジオでは朝日放送ラジオと専属契約。テレビではMBSテレビ・朝日放送テレビなどに本数契約で出演）
- 秋山拓巳（2025年 - ）

##### 過去の解説者
※は在任時フジテレビ兼
- 赤星憲広（2010年。本数契約）
- 江本孟紀※（※系列応援）
- 植村義信（1985年、1995年 - 1996年）
- 大石大二郎（1998年 - 2002年※、2014年 - 2019年）2015年から本数契約扱い[注釈 90]
- 大崎三男※（1961年 - 1978年）
- 大下弘※（1962年 - 1967年、1969年 - 1973年）
- 岡本伊三美※（1973年 - 1981年）
- 加藤英司※（1988年 - 1994年）
- 金村義明※
- 児玉利一※（1959年 - 1975年）
- 田村信三郎※（1971年。野球評論家・元サンケイスポーツ記者）
- 西本幸雄※（1982年 - 2003年）
- 平塚克洋（2001年。本数契約）
- 藤川球児（2021年4月16日）本数契約
- 松田清（1962年 - 1972年）
- 水谷実雄※（1986年）
- 村田辰美※（1996年 - 2002年）
- 藪恵壹（2015年 - 2017年）読売テレビ・MBSラジオ解説者
- 山本八郎（1968年）
- 山本一義※（1986年 - 1988年）
- 吉田義男※（1970年 - 1974年、1978年 - 1984年）
- 米田哲也※（1982年 - 1984年、1987年 - 1992年途中）

#### テレビ新広島
- 山内泰幸（2015年 - ）
  - フジテレビ制作中継にはTSSが共同制作または制作協力で関与するポストシーズンの広島主催・主管試合の全国中継や広島開催時の12球団合同トライアウトのCS向け中継のみ出演実績あり[注釈 91]
- 達川光男（1993年 - 1994年※、1996年 - 1997年※、2001年 - 2002年※、2004年 - 2013年※、2016年、2019年 - ）
- 緒方孝市（2022年 - ）本数契約
  - 主にBSフジにも同時ネットの広島対巨人戦に出演。2023年はセ・パ交流戦の広島対西武戦にも出演

##### 過去の解説者
- 金石昭人（本数契約、2014年。GAORA･J SPORTS兼）[注釈 92]
- 金本知憲（本数契約、2014年 - 2015年。2014年は広島対巨人戦のフジテレビ主導制作地上波全国中継にも出演）
- 森永勝也※（1976年 - 1992年）
- 津田一男※（1976年）
- 西山秀二（本数契約、2014年 - 2019年。GAORA・RFラジオ日本兼）
- 笘篠賢治（本数契約、2014年 - 2019年。ミヤギテレビ・J SPORTS・フジテレビONE・文化放送兼。2020年以降は新型コロナウイルス感染拡大の影響による移動抑制から特別番組『全力!達川塾』のみ出演）◎

通常は津田、森永または達川一名での解説であったが、対巨人戦の全国中継や、一部のローカル放送では系列局から解説者を迎え、津田・森永・達川とのダブル解説となることがあった。特に1989年 - 1992年は森永と系列局解説者との2人解説が大半となっていた。
達川光男の中日コーチ就任に伴い、2014年から他の在広局での解説者としての活動がない広島OBを随時本数契約で起用する他、必要に応じてフジテレビ系列各局からも試合ごとに解説者の派遣を受けた（フジテレビ系列各局からの派遣は1995年・1998年 - 2000年・2003年も同様）。2015年からは2年ぶりの局専任解説者として山内を迎え、達川の解説業復帰後も、系列内外の他局中継に出演する頻度が増加した達川に代わってメイン解説者として活動している。また、達川がビジターの地元系列局の中継に出演する場合も、テレビ新広島では山内の解説と深井・野川・前田のいずれかの実況で別制作する頻度が増加している。
1980 - 90年代に広島県域ローカルで放送していたウエスタン・リーグ公式戦中継では、森永が解説から退いた1993年以後、達川の現場復帰時は広島球団にフロントの役職やスカウトで在職していた阿南準郎（監督退任直後は広島対巨人戦の地上波全国中継にもゲスト出演）・備前喜夫・白武佳久を起用していた。

#### テレビ西日本
- 池田親興※（1997年 - ）

通常は池田の出演であるが、対戦チームによっては、池田に加えフジテレビ解説者（田尾安志や大久保博元の出演が多い）も出演しダブル解説となる場合あり。
ゲスト解説者
- 達川光男（2019年 - ）
- 工藤公康（2022年 - ）

##### 過去の解説者
- 島田誠※
- 岸川勝也（1999年。本数契約）
- 小川史（2002年。本数契約）
- 関口清治※
- 野口正明※
- 宮寺勝利※
- 若生忠男※
- 野村克也（定期的に出演）

ゲスト解説者
- 多村仁志（2017年）
- 黒木知宏（2018年）
- 田中幸雄（2018年 - 2019年）
- 馬原孝浩（2018年 - 2020年）
- 五十嵐亮太（2021年）

#### テレビ愛媛
- 川崎憲次郎（2021年 -　）

#### 過去の系列局

##### 広島テレビ （1975年9月まで）
※専属の解説者がいない時期は、関西テレビ・フジテレビ・東海テレビ・テレビ西日本の解説者が出演していた（この場合、日本テレビ系列向けの中継は日本テレビ・読売テレビ・福岡放送の解説者が担当）。
- 岩本章良（1964年頃）
- 白石勝巳（1966年-1967年）

##### 九州朝日放送 （1964年10月まで）
- 大神武俊（1957年-1964年）
- 永利勇吉（1959年-1962年）
- 西村貞朗（1963年-1964年）

### 実況アナウンサー
フジテレビ系列全国ネットでの中継において、フジテレビ以外のアナウンサーが実況・ベンチリポートをするときは名前の下に括弧付きで所属局名がクレジットされる。
全国ネットの場合は関東地区以外でもフジテレビアナウンサーが実況を担当する場合がある。
●…女性アナのみ出演による中継（#各種企画を参照）の担当者。

#### フジテレビ・BSフジ
- 竹下陽平
- 田淵裕章
- 中村光宏
- 立本信吾
- 谷岡慎一
- 酒主義久

BSフジ（ヤクルト戦のみ）
BSフジ（年1回の西武戦のみ）
- 塩原恒夫（2021年 - ）フリー
  - フジテレビ時代に実況を担当。BSフジへの出向後は実況から離れていたが、2021年5月22日にBSフジで放送の西武対日本ハム戦中継で実況復帰。早期退職後の2022年も5月7日の同カードで実況を担当。さらに、2025年3月4日にFODで配信されたDeNA対ロッテ(オープン戦)でも実況を担当した。

##### 過去
- 小篠菊雄
- 鳥居滋夫
- 岩佐徹（1969年-1981年。1967年に東京12チャンネルへの裏送り中継でも出演。後にフリーアナウンサー）
- 松倉悦郎
- 堺正幸
- 陣内誠
- 近藤雄介（後にフリー。別部署への異動～フリー後もCS・BS向けを時折担当）
- 福井謙二
- 野崎昌一
- 吉沢孝明
- 三宅正治
- 青嶋達也
- 松井みどり
- 八馬淳也
- 大川和彦
- 田中亮介
- 盛山毅
- 山田祐嗣
- 佐野瑞樹
- 長坂哲夫
- 中井美穂●
- 松元真一郎
- 渡辺和洋
- 吉田伸男
- 小野浩慈
- 福永一茂
- 田中大貴
- 向坂樹興
- 上中勇樹
- 小穴浩司
- 森昭一郎
- 西岡孝洋
- 鈴木芳彦
- 倉田大誠
- 大村晟

#### 北海道文化放送
- 中村剛大（2012年 - ）
- 江上太悟郎（2020年 - ）

##### 過去
- 吉田雅英（2004年 - 2009年）
- 土屋惠史
- 加藤寛
- 廣岡俊光（ - 2019年）
  - 現在は「みんテレ」MC&ニュースキャスター。
- 福本義久（2016年 - 2023年）
- 近田誉（リポートのみ）
- 鈴木亜希子（リポートのみ）
- 中野涼子（リポートのみ）
- 石野智子（2020年 - 2023年）リポート・スコアラーのみ

#### 仙台放送
- 下山由城（2017年 - ）元秋田朝日放送
- 堤勇高（2022年 - 2024年）リポートのみ
- 千坂紗雪（2025年6月4日）リポートのみ

##### 過去
- 浅見博幸（2006年、2009年、2015年8月25日）
- 下田恒幸（1990年代 - 2005年）
- 佐藤拓雄（2005年）
- 金澤聡（2006年 - 2017年、2021年4月27日）
- 板垣龍佑（2007年 - 2008年）リポートのみ
- 広瀬修一（2009年 - 2014年）
- 牧広大（2017年 - 2023年）
- 菅野愛郁（2019年7月2日）リポートのみ

#### 東海テレビ
- 小田島卓生
- 斉藤誠征
- 加藤晃
- 高橋知幸（2013年 - ）元新潟放送
- 伊藤大悟（2022年 - ）元東日本放送
- 下嶋兄（2011年 - ）タレント
  - J SPORTS・BSフジ・ONE/TWO向け中継のリポーターのみ担当

東海テレビの場合、ローカル放送であっても中日側、ビジター側両方にリポーターをつける（TSSなどにネットする場合は、ネット局から派遣されたアナウンサーがビジター側のリポーターを担当する場合あり）。また、ヒーローインタビューと中日が勝利した場合の監督インタビューを分担して担当する。
また2022年から、『東海ラジオ ガッツナイター』でも、バンテリンドーム ナゴヤで開催の中日主催試合で、ビジター球団の地元局やNRNへの配信がない場合に限定して実況を随時担当。

##### 過去
- 高井一
- 下山順一
- 吉村功（-2005年まで〈2004年度末の退職後も引き続き担当。三重テレビ・CS放送向けに制作の中継は、2006年まで担当〉）
- 磯野正典
- 植木圭一
- 新田紀典
- 小野俊和
- 宗宮修一
- 武井正晴（リポーターのみ）
- 岸聖美●
- 森脇淳（2023年シーズン中の6月にスポーツ局長へ異動）

#### 関西テレビ
全員がオリックス球団制作分も担当。
- 若田部克彦
- 石田一洋（2014年 - ）元RKB毎日放送
- 服部優陽（2017年 - [27]）
- 山本大貴（2021年 - ）
- 橋本和花子（2024年 - ）リポートのみ

##### 過去
- 松本暢章（1959年-1990年）
- 杉本清（※パ・リーグアワーの実況を担当）
- 塩田利幸（1962年-1998年）
- 毛利八郎
- 山本浩之（山本大貴の実父）
- 梅田淳（1990年-2003年）
  - 2022年3月29日のSWALLOWS BASEBALL L!VE2022(ヤクルト×巨人・フジテレビONE)で実況を担当。
- 馬場鉄志（-2010年）
- 石巻ゆうすけ
- 岡林豊明（-2003年）
- 出野徹之
- 岡安譲（2004年）
- 杉本なつみ（2004年）
- 中島優子
- 山田恭弘
- 大橋雄介
- 吉原功兼（2008年 - 2022年）
  - 現在は『Newsランナー』メインキャスター。
- 川島壮雄（2011年 - 2023年）
- 新実彰平（2015年 - 2016年、2023年 - 2024年）
  - 離脱時は『報道ランナー』メインキャスター。

#### テレビ新広島
- 深井瞬（2007年 - ）
- 野川諭生（2019年 - ）元新潟テレビ21
- 前田拓磨（2023年 - ）元岩手朝日テレビ

##### 過去
※1980年代までは、TSSのローカル中継でフジテレビや関西テレビのアナウンサーが実況を担当する場合もあった。
- 星野牧人
- 杉山博（1977年頃）[28]
- 神田康秋（2004年まで）
- 笠間雅一
- 棚田徹（若手時代に二軍戦中継実況やベンチリポートを主に担当。2020年7月17日の広島対ヤクルト戦で、約30年ぶりにベンチリポートとヒーローインタビューを担当。2022年3月で退職）
- 佐藤幸弘（ベンチリポートのみ）
- 石原敬士（1991年 - 2003年）
- 松本京子●
- 矢野寛樹（1980年代 - 2014年7月）
- 金田祐幸（2000年代 - 2015年）現報道部
- 青坂匠（2013年 - 2018年5月）
  - 現在は『TSSライク!』気象予報士。
- 加藤雅也（2017年 - 2021年）リポートのみ
  - 現在は『TSSライク!』メインキャスター。

#### テレビ愛媛
- 堀本直克
- 内木敦也（2021年 - 2023年）リポートのみ
- 曽我部愛麗（2024年）リポートのみ
- 佐野快成（2025年 - ）リポートのみ

#### テレビ西日本
- 坂梨公俊（2008年 - ）
- 山口喜久一郎（2022年 - ）元西日本放送
  - 2024年4月24日のロッテ戦で野球実況デビュー。
- 石橋弘崇（2025年 - ）元北陸放送、リポートのみ

##### 過去
- 堀川洋
- 久保歩
- 佐藤征一
- 河野裕道
- 城野昭（毎日放送へ移籍）
- 江坂透
- 田久保尚英
- 川崎聡
- 松尾幸一郎（ - 2021年）
  - 現在は『報道ワイド 記者のチカラ』サブキャスター。
- 大谷真宏（ - 2023年）
  - 現在は『ももち浜ストア』MC。

#### 過去の系列局

##### 広島テレビ（日本テレビ系向けの実況も担当）
- 岡本徹
- 川島孝雄
- 加藤進（-1975年）
- 脇田義信（-1975年）
- 小森山国夫（-1975年）

##### 九州朝日放送（NETテレビ系向けの実況も担当）
- 小城慶一
- 長谷川弘志（-1964年）

### 解説者・アナウンサーの備考
- 1967年、同じ関東地区のテレビ局で、全日放送を再開したばかりの東京12チャンネル（後のテレビ東京）へ、フジテレビ制作によるサンケイアトムズ戦ホームゲームが中継され、フジテレビの解説者・アナウンサーを出演させていた（技術面は東京12チャンネルが自社で担当）。なお東京12チャンネルへはテレビ愛知開局前の一部の中日主催試合を東海テレビ制作（三重テレビ放送からの委託により「三重テレビナイター」で放送された物）として『戦国ナイター』に配給した試合も多数あったが、東京12チャンネルでは東海テレビを制作著作としてクレジットしていた。同様に東海テレビ経由で三重テレビからネット受けすることがあった関東圏の独立放送局（テレビ神奈川・千葉テレビなど）では三重テレビを制作著作としていた、
- J SPORTS（2009年9月までフジテレビが出資）が制作する「J SPORTS STADIUM 野球好き」の中日 (東海テレビ)、オリックス (関西テレビ)、広島 (テレビ新広島) 主管試合の中継に出演する解説者・アナウンサーがいる（オリックス戦については、2011年までは子会社のメディアプルポが制作協力していたが関西テレビは直接関与していなかった。2022年からは関西テレビが中継制作の元請けをしているため関与している。）。また、ヤクルト戦がJ SPORTSで放送された時代にはフジテレビと同系列（フジサンケイグループ）企業のニッポン放送からもアナウンサー・解説者を迎えて放送した事例がある。
- 1990年代のオールスターゲーム中継では、系列各局の解説者・アナウンサーが集結してリレー実況を行っていた時期もあった。
- 関西テレビローカルで2013年5月31日に放送された「オリックス対阪神」の中継では、実況を関西テレビ側が用意したが、同時期に関西テレビが主催・製作する「ダイヤモンドカップゴルフ」（茨城県）が行われ、スポーツ中継要員の大半をそちらに派遣している影響で、ベンチサイドレポーターを東海テレビアナウンサーの森脇が担当した。

## これまでの主要試合の放送実績

### 番組を利用して中継されたケース
- 1982年10月19日、この日は19時00分から「横浜大洋vs中日」戦（横浜スタジアム）を中継、中日が勝つか引き分けで中日は優勝、中日が負ければ既に全日程を終えた巨人が優勝する状態だったが、『欽ドン!良い子悪い子普通の子』の開始時刻となる21時00分になっても決着が着かないため、通常は録画放送の『欽ドン』を生放送に切り替え、司会の萩本欽一が3人の息子達を呼び出し、萩本が「お前達、どうするのだ」と問いかけると、息子達はそれぞれ「野球が見たいですね」と発言したため中継を続行、中日の勝利→優勝を見せる事が出来た。
- 1984年5月21日21時00分『欽ドン!良い子悪い子普通の子おまけの子』内で、試合が延びていた横浜大洋vs巨人戦（横浜スタジアム）を放送。この日の視聴率は36.7%を記録（関東地区）[29]。
- 1985年10月16日、阪神が勝てば優勝が決まる「ヤクルトvs阪神」戦（神宮球場[注釈 94]）を21時02分-の「夜のヒットスタジオDELUXE」の生放送の中で中継。21時59分阪神の優勝が決定[注釈 95]。
- 1990年5月24日、中継が30分延長した「中日vs巨人」戦（ナゴヤ球場[注釈 96]）を21時30分-の『ウッチャンナンチャンの誰かがやらねば!』で、同番組の各コーナーをカットして放送。ちなみにこの試合では、番組前の中継で両軍入り乱れての乱闘があった。
- 1994年10月8日、同率首位で並び、勝った方が優勝となる「中日vs巨人」戦（10.8決戦、ナゴヤ球場[注釈 97]）を、18時00分 - の『FNNスーパータイム』[注釈 98] の中で、放送時間の大半を使って中継。
- 1995年9月30日のヤクルトvs巨人はフジテレビで午後6時半から中継したが、ヤクルトが2年ぶりにリーグ優勝が決まった。
- 2001年10月4日にはヤクルトの優勝がかかった「ヤクルトvs阪神」戦を試合終盤から『世にも奇妙な物語』に挿入して中継。ところが延長12回までを戦って引き分けとなり、2時間近く同番組が中断される事態となった。

### プレーオフ、クライマックスシリーズ
2005年
- パ・リーグプレーオフ第2ステージ、「ソフトバンク対ロッテ」第2戦をテレビ西日本制作で、同局とBSフジで放送。

2007年
- セ・リーグクライマックスシリーズ第1ステージ、「中日対阪神」第1戦の試合を東海テレビと関西テレビで放送（BSフジは放送無し、CSフジテレビ739完全中継）。

2008年
- パ・リーグクライマックスシリーズファーストステージ、「オリックス対日本ハム」第1戦、第2戦を関西テレビと北海道文化放送で放送。

2009年
- パ・リーグクライマックスシリーズファイナルステージ、「日本ハム対楽天」の試合を北海道文化放送と仙台放送で放送。

2010年
- パ・リーグクライマックスシリーズファイナルステージ、「ソフトバンク対ロッテ」第2戦・第5戦をテレビ西日本で放送。
- セ・リーグクライマックスシリーズファイナルステージ、「中日対巨人」第3戦を東海テレビで、第4戦を全国ネット（テレビ大分を除く）で放送（BSフジ放映無し、第4戦のみCSフジテレビONEではトップ中継で放送）。

2014年
- パ・リーグクライマックスシリーズファーストステージ、「オリックス対日本ハム」の第1戦を関西テレビと北海道文化放送で放送（両局とも別制作）。

2015年
- セ・リーグクライマックスシリーズファイナルステージ、「ヤクルト対巨人」全試合をCSフジテレビONE、第2戦から第4戦をBSフジ（フジテレビONEとは別制作、第1戦はBSジャパンが放送、第4戦のみトップ中継）で、第4戦を地上波全国ネット（テレビ大分を除く）でそれぞれ放送。
- パ・リーグクライマックスシリーズファイナルステージ、「ソフトバンク対ロッテ」第3戦をテレビ西日本で放送。

2016年
- パ・リーグクライマックスシリーズファイナルステージ、「日本ハム対ソフトバンク」第3戦を北海道文化放送、テレビ西日本で放送（両局とも別制作）。

2017年
- セ・リーグクライマックスシリーズファーストステージ「阪神対DeNA」を関西テレビ･テレビ新広島で放送。
- セ・リーグクライマックスシリーズファイナルステージ「広島対DeNA」第3戦・第4戦[注釈 99]を全国ネットで放送（第3戦は仙台放送・テレビ西日本・テレビ宮崎、第4戦はテレビ大分を除く）。
- パ・リーグクライマックスシリーズファーストステージ「西武対楽天」全試合をCSフジテレビTWOで、第1戦を仙台放送で放送。
- パ・リーグクライマックスシリーズファイナルステージ「ソフトバンク対楽天」第3戦をテレビ西日本、仙台放送で放送（「広島対DeNA」第3戦を差し替え、両局とも別制作）。

2018年
- パ・リーグクライマックスシリーズファーストステージ「ソフトバンク対日本ハム」第1戦をテレビ西日本と北海道文化放送で放送（各局とも別制作）。
- セ・リーグクライマックスシリーズファーストステージ「ヤクルト対巨人」全試合をフジテレビONE、第2戦をBSフジで放送（地上波は放送なし）。
- パ・リーグクライマックスシリーズファイナルステージ「西武対ソフトバンク」第2戦・第3戦をテレビ西日本で放送。

2019年
- パ・リーグクライマックスシリーズファイナルステージ「ソフトバンク対楽天」第3戦をテレビ西日本と仙台放送で放送（2017年の中継同様に両局とも別制作）。

2021年
- セ・リーグクライマックスシリーズ・ファイナルステージ「ヤクルト対巨人」の全試合をCSフジテレビONEで、第2戦と第3戦をBSフジ（フジテレビONEと同時ネットで放送。第1戦はBS朝日が放送）で、第3戦を地上波全国ネット（BSフジ・フジテレビONEとは別制作で放送。テレビ宮崎を除く）でそれぞれ放送。
- パ・リーグクライマックスシリーズファーストステージ「ロッテ対楽天」第1戦を仙台放送で放送。

### 日本シリーズ
フジテレビ系列において最初に日本シリーズ中継が行われたのは、1963年の「西鉄×巨人」第1・2戦（平和台球場）で、放送時点では事実上の系列関係だった九州朝日放送（事実上NET系列とのクロスネット、後にNET～テレビ朝日系列単独）の制作で放送された。
それ以後も、フジテレビ系列における日本シリーズ中継では数々の逸話がある。ここではその一部と2011年以降の放送実績を述べる（2011年以外は各年の日本シリーズの項目を参照）。

#### 日本シリーズ史上最高視聴率（1978年）
1978年10月22日の日本シリーズ（ヤクルト×阪急）第7戦（後楽園球場） をフジテレビが中継した。この試合、ヤクルトの大杉勝男が7回裏、レフトスタンドに放った本塁打を巡って阪急の上田利治監督（当時）が抗議、1時間19分も試合を中断させた。試合はヤクルトが球団創設以来初の日本一に輝く。視聴率は45.6%（関東地区） と、日本シリーズ中継史上最高視聴率を記録している。ちなみに、フジテレビ制作による日本シリーズ中継はこの年の第1・6・7戦が開局以来初であり、第2戦を除く全試合がFNS系列での放送となった（なお、第3・4・5戦〈西宮球場〉は関西テレビ制作で中継された）。
また、日本シリーズ中継では最初にステレオ放送を実施した。

#### 王事件の余波、中継不可能（2003年）
2003年の日本シリーズ（ダイエー×阪神）はテレビ東京（第7戦・福岡ドーム、TVQ九州放送制作）を含む各テレビ局がこぞって中継する中、フジテレビ系列（フジテレビ・テレビ西日本・関西テレビ）だけが中継出来なかった。原因は、当時のフジテレビにおける人気番組だった『水10!「ワンナイR&R」』（2003年8月13日放送）での、ダイエー（後のソフトバンク）の王貞治監督（当時。後にソフトバンク球団会長）の侮辱事件（いわゆる王シュレット事件）が大きく影響したためである。ダイエーの高塚猛球団社長（当時）は「球界を代表する人を侮辱したのですから、推薦しないのは当然です」として、球団側との話し合いの席で、フジ系列（フジテレビ・テレビ西日本）を中継に推薦しないことを決定した。阪神の星野仙一監督（当時）もこれに端を発し「もし俺が（同じ事を）されたら、そのテレビ局には選手、コーチ、球団関係者の出演も取材も拒否させてもらう」 とフジテレビおよび当事者の宮迫博之・山口智充と両者の所属する吉本興業を批判して、阪神球団もフジ系列（フジテレビ・関西テレビ）を推薦しなかった。
なお、日本シリーズ閉幕から9日後の11月5日に行われた「アサヒビールチャレンジ・アジア野球選手権2003」（中国×日本、札幌ドーム）は事件に関係なく、予定通り中継された。
後述のとおり、2011年はソフトバンクが日本シリーズに進出したが、福岡Yahoo!JAPANドームでの第1戦の中継はテレビ西日本・フジテレビ制作で放送され、実況はフジテレビから、ベンチリポートはテレビ西日本と東海テレビから派遣した。ナゴヤドームでの第3戦は東海テレビ・フジテレビ制作で放送され、実況は東海テレビから、ベンチリポートは東海テレビとフジテレビが派遣した。

#### シリーズ史上最長試合、CMなし（2010年）
2010年の日本シリーズ（中日×ロッテ）で、フジテレビ系列は第6・7戦（ナゴヤドーム、東海テレビ）を中継した（第2戦は東海テレビがローカルで中継した）。
第6戦（11月6日）は延長15回、試合時間5時間43分という日本シリーズ最長試合を中継した。そのため、放送時間が190分延長され、中継時間内のスポットCM販売契約時間を過ぎた23時以降は試合終了までCMなしで放送された。
ロッテが4勝2敗1引き分けで日本一を決定した第7戦（11月7日）も前日に続き延長戦となり、延長12回、試合時間4時間56分（歴代2位）の試合となった。ちなみにこの日の放送時間延長は2時間20分で、前日に引き続き22時以降は試合終了までCMなしで放送された。
また、第6・7戦ともにこの年の日本シリーズでは2ケタの視聴率を記録しており、第6戦は関東地区で18.9%、東海地区（東海テレビ）では32.0%を記録。続く第7戦は関東20.6%、東海34.6%をの高数字を記録している。また、第7戦での瞬間最高視聴率は34.1%（関東地区、22時27分）を記録した。

#### 2011年以降の放送実績
2011年
- 日本シリーズ第1戦『ソフトバンク対中日』（福岡 Yahoo! JAPANドーム）･第3戦『中日対ソフトバンク』（ナゴヤドーム）を放送。

2012年
- 日本シリーズ第4戦『日本ハム対巨人』（札幌ドーム）を放送。

2014年
- 日本シリーズ第4戦『ソフトバンク対阪神』（福岡ヤフオク!ドーム）を放送。

2015年
- 日本シリーズ第3戦･第4戦･第5戦『ヤクルト対ソフトバンク』を放送。

2016年
- 日本シリーズ第2戦『広島対日本ハム』（マツダスタジアム）を放送。

2017年
- 日本シリーズ第2戦『ソフトバンク対DeNA』を放送。なおこの試合の中継ではリプレイ映像を流す際、約120台のカメラを駆使した多視点リプレイシステム「4D REPLAY」が導入された[34]。

2018年
- 日本シリーズ第2戦『広島対ソフトバンク』（マツダスタジアム）を放送。

2019年
- 日本シリーズ第1戦『ソフトバンク対巨人』（福岡ヤフオク!ドーム）を放送。

2020年
- 日本シリーズ第4戦『ソフトバンク対巨人』（福岡PayPayドーム）を放送。

2021年
- 日本シリーズ『オリックス対ヤクルト』の第1戦（京セラドーム大阪）と『ヤクルト対オリックス』の第4戦・第5戦（東京ドーム）を地上波フジテレビ系列とフジテレビONE（何れの試合も地上波とは別制作）で放送（なお、フジテレビ系列でオリックス主催および主管試合が全国放送されるのは2005年5月27日の交流戦の対巨人戦以来約16年ぶりとなる）。第1戦のオリックス主管分では、関西テレビ主導制作だった1996年以前と異なり、フジテレビ主導制作（関西テレビは制作協力団体扱い）[注釈 105]となり、スコア表示・番組送出と配信はフジテレビ側で行ったが、第1戦の実況は石田一洋（関西テレビ）が、解説は田尾安志・片岡篤史（翌年から中日二軍監督就任のため最後の出演）が担当するなど、実況と解説は関西テレビ側で用意したが、ヤクルトベンチリポート担当のみフジテレビから谷岡慎一を派遣した（ゲスト解説として出演した松坂大輔のキャスティングはフジテレビと関西テレビのどちらが企画したか不明）。第4戦・第5戦のヤクルト主管分では、フジテレビ側で実況・解説を動員し、オリックスベンチリポート担当のみ関西テレビから石田一洋を派遣した。

2023年
- 日本シリーズ『オリックス対阪神』の第1戦・第7戦（京セラドーム大阪）中継をフジテレビ系列で放送。両試合ともフジテレビが「制作著作」扱いで中継の制作を主導していたが、両球団の地元局である関西テレビでは、「制作協力」扱い[注釈 106]ながら実況とベンチリポートを自社のスポーツアナウンサーだけで賄った。また、2020年初頭からの新型コロナウイルス感染症流行の影響でNPBが禁止してきた「球場での声出し応援」が2023年シーズンから解禁されたことを背景に、サブチャンネル（副音声）で流す音声を「声出し応援が楽しめる」と銘打って京セラドーム内の音声に限定した。
  - 阪神・オリックスとも3勝3敗で迎えた第7戦の中継（実況：新実彰平、解説：工藤公康・福留孝介、「プレイヤーズゲスト」：ヤクルト捕手・中村悠平、阪神側ベンチリポート：川島壮雄、オリックス側ベンチリポート：山本大貴）[35]は、関西地区における日本シリーズ中継の歴代最高視聴率をマーク。ビデオリサーチの調査によれば、中継全体の世帯平均視聴率は世帯で38.1%、個人で26.0%で、占拠率は56.8%に達した。さらに、阪神の勝利と1985年以来38年振りの日本シリーズ制覇が決まった瞬間（21:42）には、世帯平均における瞬間最高視聴率（50.0%）を記録した。なお、フジテレビの放送対象地域である関東地区の世帯最高視聴率は、平均で18.1%、瞬間最高で24.3%（21:43に記録）であった[36]。
    - 第7戦は11月5日（日曜日）に18:30開始のナイトゲームとして組まれていたため、「日本テレビ系列とのクロスネット局」として日曜日の19時台以降の時間帯に同系列の番組を放送しているテレビ大分とテレビ宮崎では、18:30 - 19:00で『サザエさん』（2022年10月16日放送分）の再放送を実施。『サザエさん』はフジテレビ系列の通常編成でも当該時間帯に本放送が実施されているため、両局での再放送に際しては、オープニングのアニメーション映像に最新のバージョンを充てた。その一方で、次回の予告については、他の系列局で翌週（11月12日）に流す予定のアニメーション映像をフジテレビ側から先行配布。テレビ大分とテレビ宮崎では、この映像に（通常編成下のスポンサーと同じ）提供のクレジットとアナウンスを各局で独自に挿入した後に送出していた。このような事情から、野球中継の提供から撤退している一部の企業を除く『サザエさん』のスポンサーは、両局で放送されない第7戦の中継でも18時台（本来『サザエさん』が放送されている時間帯）に限って三井住友銀行（日本シリーズの冠スポンサー）と共同で提供。

2024年
- 日本シリーズ『ソフトバンク対DeNA』の第3戦（みずほPayPayドーム福岡）中継をフジテレビ系列で放送し、地元局のテレビ西日本のアナウンサーが実況を担当した[37]。なお、テレビ西日本のアナウンサーが日本シリーズの実況を担当するのは2017年以来となる。

### その他の試合
2017年
- 2017 アジア プロ野球チャンピオンシップ『台湾対日本』(東京ドーム)を放送[38]。

2018年
- 2018日米野球第3戦『MLBオールスターズ対侍ジャパン』（東京ドーム）を放送[39]。

## 各種企画
- 1990年頃、木曜日や日曜日の深夜帯で、女性向け企画として「男子禁制！レディースミッドナイター」と銘打ち、中井美穂、中島優子（関西テレビ）、松本京子（テレビ新広島）の女性アナウンサー3人で進行する中継があった。主に大洋戦（対中日、広島、阪神戦）を4試合ほど録画で中継した（テレビ新広島では広島対中日戦の最終戦デーゲームで東海テレビの岸聖美アナウンサーも加えて4人で同様の企画を行い、先述の大洋対広島戦も含めて「プロ野球レディース中継'90」の番組名で生中継で放送した）。
- 全国中継の巨人戦（ビジター）の試合では、フジテレビの携帯電話サイト（テレビ画面に表示されるQRコードをカメラ付き携帯電話に写してそこから直接アクセスする。通常の目次から検索する方式も利用可）を使って中継対戦チームに対する応援メッセージの募集を行っている。
- 1990年代後半には副音声でパンチ佐藤とパンチョ伊東のパンチ&パンチョが登場することもあった（主にヤクルト戦）。
- 2002年には多くの施策を施し、バックホーム専用カメラの導入やホームランをバーチャル映像で再現するなどの技術面に加え、「ベンチサイド解説」として、ベンチレポートを解説者が行うなど様々な施策を行った[40]。
- 2007年から数年間、中継時間中までに各球場で飛び出したホームランを紹介するコーナー「TODAY'S HOMERUN」（プロ野球ニュースの「今日のホームラン」と同じ形式）を放送していた（時間の都合で行わない場合あり。全国中継および関東地区で放送のカード）。
- 2015年8月25日の「ヤクルトvs巨人」ではニッポン放送「ショウアップナイター」とのコラボレーションが実施され、テレビ・ラジオのサイマル放送が行われた。当日の解説はフジテレビが江本孟紀と立浪和義、プレーヤーズゲストとして藤川球児（四国アイランドリーグplus・高知ファイティングドッグス所属）、一方のニッポン放送は野村克也と関根潤三が出演した[41][注釈 107][注釈 108]。なお、このニッポン放送とのコラボ企画はBSフジに事実上移行する形で2023年から同局の副音声にて行われている[42]。
- 2019年4月23日の「ヤクルトvs巨人」では、翌月に迫った平成から令和への改元を前に「平成最後の神宮決戦」と銘打ち、平成時代のプロ野球の名場面を交えながら放送した。当日の放送では副音声企画も復活し、山崎弘也（アンタッチャブル）がMC、解説に谷繁元信（元横浜ベイスターズ→中日ドラゴンズ捕手→中日監督、ニッポン放送・東海ラジオ解説者兼）、ゲストに大の東京ヤクルトファンの磯野貴理子が出演した。なお、北海道文化放送と、仙台放送ほか東北地方の系列局（秋田テレビを除く[注釈 109]）は「日本ハムvs楽天」（制作は北海道文化放送）、テレビ新広島は「広島vs中日」にそれぞれ差し替えたほか、東海テレビ・関西テレビ・テレビ西日本・テレビ大分などは別番組に差し替えた。
- 関西テレビ・高知さんさんテレビ（開局前は高知放送）向けに、毎年阪神とオリックスの高知県内（安芸市営球場、高知市営球場、高知県立春野運動公園野球場）で行われるオープン戦の中継を行っており、2005年以後はセ・パそれぞれ唯一の関西球団であることから、「KTVカップ・定期戦」として開催し、当日生放送（土曜日は年度により試合の途中から、または録画放送）をしている。

### フジテレビナイターまつり
1992年-2006年まで、毎年7月（8月）に神宮球場の東京ヤクルト（旧：ヤクルト）vs巨人3連戦で開催され、フジテレビの人気番組の出演者が始球式や応援ゲストで出演している。特に夏季（7-9月）に放送されるゴールデンタイム枠のドラマ枠（月曜9時、火曜9時、木曜10時）に主演する出演者が登場することが多かった。
1998年は初の6月開催となった神宮のほか、7月14日-15日の横浜スタジアムの横浜vs巨人2連戦でも開催され、2003年は4月8日-10日のヤクルトvs巨人3連戦でも開催された。
2003年7月もヤクルトvs巨人3連戦で開催されたが、東海テレビと関西テレビではナゴヤドームの中日vs阪神3連戦に差し替えられた。
2004年は初の8月開催となり、8月3日-5日のヤクルトvs巨人（神宮球場）3連戦で行われたが、5日がテレビ朝日系での中継だったため3日、4日の2試合のみの開催となった。
なお、2006年は8月8日-10日のヤクルトvs巨人（神宮）3連戦で開催される予定だったが、地上波での生放送がなくなったため、CSでの中継となった（地上波では関東ローカルで録画中継）。また、新しい試みとして、「デジタルメディア横断プロジェクト "デジタルナイター祭り"」と題して、フジテレビ番組ホームページと携帯電話サイトに特別ページを設けてのネット中継を行うことになった。
2007年は前年と同じく地上波での生放送がなくなり（深夜30分の録画編集放送）、前年のようなネット中継もなく、CS中継のみの形となり、1992年より続いたナイターまつりは終了したが、2014年4月15・16日の東京ヤクルトvs巨人（15日静岡草薙球場、16日神宮）で8年ぶりに実施された。内容は番組連動データ放送を利用した視聴者へのプレゼント企画や佐藤健・渡部篤郎による始球式（15日のみ）等。
一部系列局での放送
- 東海テレビ・関西テレビ・テレビ新広島ではナイターまつり期間中でも、それぞれ中日戦・阪神/オリックス/近鉄戦・広島戦への差し替えを行っていた。
- 東海テレビでは、フジテレビとは別に、毎年8月に3連戦のうち2試合を放送し、「東海テレビナイター祭り」と題した放送が行われる。内容は視聴者へのプレゼント企画等。こちらは2017年現在も行われている。2017年は8月8・9日が該当したが、対戦相手（広島）の地元のテレビ新広島は別制作を行った。

備考
- インターネット特設ページ（利用は日本国内のみ）では同時に1万人までアクセス可能な実況ストリーム配信を実施（350kdps 視聴無料）。
- また、携帯電話はNTT DoCoMoのVライブ方式のテレビ電話に限り利用できた（ただし、通話料が必要）。

### イベント
- 花火打ち上げ 5回裏終了後。100発以上打ち上げられる。
- 熱チュー!プロ野球AWARDS 7回裏終了後。プロ野球界に功績を残した人物を表彰する。2003年7月度はパンチョ伊東、千葉茂らが表彰された。

### 参加番組
- ナースのお仕事：観月ありさが始球式
  - ナースのお仕事2
  - ナースのお仕事3
  - ナースのお仕事4
- 翼をください!：細川直美が始球式
- 総理と呼ばないで：佐藤藍子が始球式
- ショムニ（1998年）：江角マキコがドラマ衣装のOL制服姿で始球式登坂
  - ショムニファイナル
- 神様、もう少しだけ：深田恭子がドラマ衣装の高校制服姿で始球式
- めざましテレビ：小島奈津子、吉田恵、皆藤愛子が始球式
- 笑う犬の発見/笑う犬の情熱：堀内健が始球式のほか、『ホリケンサイズ』をグラウンドで踊った。
- トリビアの泉：パネラーのMEGUMI、ビビる大木がゲスト。試合は雨天中止。
- ポンキッキーズ21：『サタキッズ』の一環として参加。
- 脳内エステIQサプリ：伊東四朗がIQマスターの衣装で始球式
- 絶対彼氏〜完全無欠の恋人ロボット〜：相武紗季が番組名入りのユニフォーム姿で始球式
- BOSS：戸田恵梨香が始球式
- ビター・ブラッド：佐藤健が投手、渡部篤郎が打者となり始球式。中継にもゲストとして出演

...etc

### すぽると!DAY
- 2024年4月6日のヤクルト対阪神（神宮球場　カンテレにネット。16:00以後BSフジへリレー、かつ16:55-17:30は082ch）は、この年の3月31日開始の『すぽると!』[43]の番組宣伝企画イベントが行われ、その番組から司会者の佐久間みなみ、松崎涼佳、榎並大二郎の各アナウンサーと野球コメンテーターの岩隈久志がステレオ2副音声の実況を担当した。なお同時放送のフジテレビONEは地上波とは、映像は共有しているが別実況（地上波ステレオ2主音声：鳥谷敬・酒主義久、16:00以後は岩隈も加わる、CS：大矢明彦・大川立樹）を行っている。

## 派生番組
（現在）
- SWALLOWS BASEBALL L!VE（ヤクルト戦専門。フジテレビONE）
- LIONS BASEBALL L!VE（西武戦専門。フジテレビTWO。西武球団制作）
- スワローズキッズアカデミー（フジテレビ。関東ローカル）
- L!VE MAJOR LEAGUE BASEBALL（アメリカ・大リーグ中継。BSフジ、フジテレビを中心に放送）

## テレビゲーム・アーケードゲーム
2002年の初めに、フジテレビがナムコ（後のバンダイナムコエンターテインメント）のPlayStation 2での発売を予定していたゲームソフト『新野球（仮）』とのタイアップ・そのタイトルを『熱チュー!プロ野球2002』とすることを発表した。
『ファミスタ』などの野球ゲームで培った技術とフジテレビが持つ野球中継番組のリアリティーが結集されたものとされていた。
そして、同年3月26日、PlayStation 2版に先駆けて、アーケードゲームで『熱チュー!プロ野球2002』を稼動開始。PlayStation 2版は4月18日に発売された。イメージキャラクターは吉乃ひとみ。
過去に同局がプロ野球情報番組プロ野球ニュースと『スーパーパワーリーグ』（1993年発売）をタイアップしていたのをはじめとして、野球ゲームにアナウンサーを登場させる例があった（先述作品の続編では、福井謙二アナが実況を担当。詳しくはパワーリーグを参照）が、プロ野球中継番組がゲームとタイアップするのは、1999年にイマジニアから発売された『超空間ナイタープロ野球キング2』（制作協力：ニッポン放送ショウアップナイター、実況担当：松本秀夫ニッポン放送アナウンサー）、2000年にスクウェア（エニックス側に吸収合併されてスクウェア・エニックスとなる）から発売された日本テレビの『劇空間プロ野球』に次ぎ、三度目である。同時期には、KONAMIが日本テレビのプロ野球中継とのタイアップ作品『THE BASEBALL 2002 バトルボールパーク宣言』というプロ野球スピリッツシリーズの基となる作品を発表した。
また、実際の中継内でも、選手の攻略法などを解説する際にゲームの画面が取り入れられることがあった。
2005年は「熱チュー!プロ野球」から「BASEBALL L!VE」へタイアップタイトルを改題したことに伴い、ゲームソフトのタイトルも『ベースボールライブ2005』に改題されたが、同年をもってタイアップを解消。同作自体がプロ野球中継番組とタイアップした最後の野球ゲームとなった（2009年現在）。
タイアップ解消後の2006年より、ゲームソフトのシリーズ名は『プロ野球 熱スタ』に改題され、2007年まで二作品発売された（基本システムは本シリーズをベースにしている）。

### ゲーム概要
リアル系野球ゲームと呼ばれるゲームのひとつ。
投球操作に、ゴルフゲームのスイング操作でよく見られる、メーターにより球威や投げ込む位置を調整する方法が採られているのが特徴（1991年に発売された「東尾修監修プロ野球スタジアム」や続編にも同様の操作方法が採られている）。打撃操作は、大きな打撃カーソルで打つ方法をとっている。守備操作は、基本的に『ファミスタシリーズ』を踏襲している。
投手の投球の再現に、球速とコントロール以外で、直球では球質・キレ、変化球では変化量・キレのパラメータを取り入れているのが特徴で、「キレはあるが球質の軽いストレート」「キレはないが球質の重いストレート」「変化量は小さいが鋭く曲がる球」などの再現が可能である。
打者では、「打球ノビ」（ノーマル・引っ張り・広角）、「打球傾向」（ノーマル・引っ張り・流し・センター返し）というパラメータで選手を表現しているのが特徴で、「広角にヒットを打つが本塁打は引っ張り打ち」や「打球はよく引っ張る方向に飛ぶが、逆方向にもよく本塁打が打てる」など微妙な部分を再現している。
『熱チュー!プロ野球2004』では、『ファミスタシリーズ』を参考にした操作として、コース打ち（打撃。コースとタイミングのみで行う）・かんたんピッチング（投球。投球の際のコントロール操作が省かれている）が取り入れられた。
チーム編成できるモードとして、『熱チュー!プロ野球2002』ではトレードモード導入。その後、『熱チュー!プロ野球2003』ではエディットモードに改称（ペナントレースでは、シーズン中のトレードや選手データの編集機能も導入）。『ベースボールライブ2005』では、新たに「アレンジモード」が導入。選手データの編集機能に加え、架空のチーム名・ロゴマーク・ユニフォームが数種類用意され、それによりオリジナルの架空チームを作成できるようになった。また、『2005』ではエディットモードとは別に、「ドリームリーグ」という球団経営をシミュレートするモードが追加された。
『熱チュー!』時代は試合中に登場するのは実況アナウンサーのみであったが、『ベースボールライブ2005』では実況に二人の解説者が加わり、試合終了後には、内田恭子アナウンサーが結果報告などをしてくれるようになった。
なお、『ファミスタ64』の開発スタッフだった塩澤敦が一作目からプロデューサーを担当している。

### 作品リスト

#### アーケードゲーム
- 2002年3月26日：熱チュー!プロ野球2002

設定チーム全員の調子パラメータを絶好調に設定できる「ひいきチーム設定」・本作の筐体が設置されている地域（各都道府県）により、その地域出身選手のみ絶好調に設定される「ご当地選手応援モード」という二つのオプション仕様が存在した。

#### PlayStation 2
- 2002年4月18日：熱チュー!プロ野球2002

テーマソング - 『al di là』（歌・演奏：HΛL、作詞：HΛLNA、作曲：梅崎俊春、佐藤あつし、編曲：HΛL）
- 2003年4月3日：熱チュー!プロ野球2003

テーマソング - 『Beams On The Field』（演奏：近江賢介、深見真帆、作曲：近江賢介、深見真帆、編曲：近江賢介、深見真帆）
- 2003年10月23日：熱チュー!プロ野球2003秋のナイターまつり

2003年シーズン途中頃のデータを使用した、『〜2003』のマイナーチェンジバージョン。
- 2004年3月25日：熱チュー!プロ野球2004
- 2005年4月21日：ベースボールライブ2005

### 声の出演

#### 出演しているアナウンサー
- 三宅正治（実況担当） - 全作品
- 内田恭子（リポーター） - 2005

#### 出演している解説者
- 大矢明彦 - 2005
- 斎藤雅樹 - 2005

### 備考
- 『熱チュー!プロ野球2002』の正式発表時、「サンケイスポーツ」（産業経済新聞社発行のスポーツ新聞）がそれを告知する号外（一枚紙）を発行。ゲームソフト販売店で配布された。通常の新聞と同じく二枚折となっており、裏面には、横に見開く形で「夕刊フジ」の号外（中身は塩澤プロデューサーのインタビュー）とナムコの自社広告が掲載されていた。
  - また、上記号外とは別に、ナムコ自社による発行の架空スポーツ新聞「ナムスポ」として、ゲーム概要を紹介したチラシも配布された。
- 『〜2003秋のナイターまつり』のパッケージは、通常池山隆寛のモノクロ写真が入ったものであるが、日本プロ野球各球団別のロゴマークが入った限定パッケージも存在する。
- 『〜2004』では、初回限定購入者キャンペーンの特典として、各球団別にロゴマークと選手の写真が入った特製パッケージが配布された。
- 『〜2004』のテレビCMは、斎藤雅樹と大久保博元（いずれも同番組解説者）がユニフォームとボールのかぶり物姿で子供に野球を教えるというものだった。
- 『ベースボールライブ2005』の「エディット」「ドリームリーグ」各モードで使用できる架空チームのデータ（名称・ロゴ・ユニフォーム）には、ファミスタシリーズの初期タイトルに実装された架空の多球団選抜チームである「レイルウェイズ」と「フーズフーズ」も収録されている。